# Корейська регіональна кухня
Корейська регіональна кухня (кор.: хангиль: 향토요리/향토료리, ханча: 鄕土料理) характеризується стравами з Корейського півострову та характерними стилями корейської кухні. Завдяки поділу, історичні межі провінцій, де ці харчові та кулінарні традиції збереглися до сучасності.
Хоча Корея була розділена на дві незалежні держави з 1948 року (Північна Корея та Південна Корея), колись півострів був поділений на вісім провінцій відповідно до адміністративних районів династії Чосон. Північний регіон складався з провінцій Хамхьон, Пхьонган і Хванхе. Центральний регіон охоплював провінції Кьонгі, Чхунчхон і Канвон. Провінції Кьонсан і Чолла були у складі південного регіону.
До кінця XIX століття транспортна мережа не була добре розвинена, і кожна провінція зберігала свої характерні смаки та способи приготування їжі. Географічні відмінності також відображаються місцевими характерними харчовими продуктами залежно від клімату та видів сільського господарства, а також доступними натуральними продуктами харчування. Із сучасним розвитком транспорту та появою іноземних страв корейські регіональні смаки мали тенденцію до зникнення та інтеграції. Проте в корейській регіональній кухні все ще є багато унікальних традиційних страв, які передавалися з покоління в покоління.

## Північний регіон

### Провінція Пхьонган

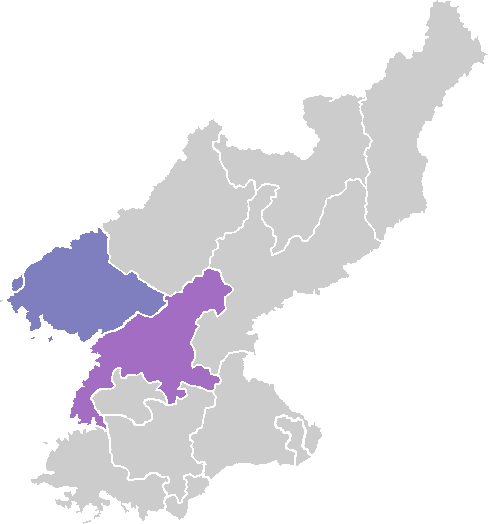
Фіолетовий: Північний Пхьонган Лиловий: Південний Пхьонган

Пхьонганська кухня, характеризується провінцією Пхьонган, яка у свою чергу, характеризується континентальним стилем через ранній маньчжурський вплив. Страви готують у великих кількостях, щоби можна було наситити гурт. Джобап, миска змішаного рису та пшона, зазвичай подається замість ссалбапу (рису, приготованого на пару), а страви, приготовані з зернового борошна, такі як страви з локшини, особливо наенмьон (холодна гречана локшина) і манду (пельмені), є звичайними стравами для Пхьонгану. Смак кухні цього регіону, як правило, м'який, взимку замінюється жирною їжею. Форма страв Пхьонгану реалістична та соціальна. Кімчі, або консервовані мариновані овочі, які їдять у регіоні, складаються здебільшого з донгчімі, водного кімчі, який часто використовують як бульйон для наенмьону.
Типові основні страви включають гукбап (суп з рисом), кімчі марі (холодний бульйон кімчі з рисом), дакджук (куряча каша), пхеньянський наенмьон (холодний суп з гречаною локшиною), єобок чженбан (пресована яловичина, що подається в латунній тарілці), ганньян гуксу (кукурудзяна локшина в холодному бульйоні), пхеньянський мандугук (пхеньянський суп із пельменями) і гульманду (маленький вареник без кришки).
Банчан у стилі Пхьонгану, який є невеликим гарниром, що супроводжується основною стравою, включає: ттоктокі джабан (подрібнена яловичина з приправами), мученггом (тушковане листя редьки та яловичина), деопулджан (ферментована соєва паста), данггочуджанг боккеум (смажена страва в пасті з перцю чилі), dwaeji gogijeon (свинячі млинці), naengchae (холодний салат), Yongpyon gimjang kimchi (кімчі в стилі Yongbyon), gaji kimchi (мариновані баклажани), baek kimchi (кімчі без перцю чилі) і kkotge jjim (кінський краб, приготований на пару). Oi tojangguk (суп з огіркової соєвої пасти) і naepotang (кімчі та тушковане рагу) є типовими супами та рагу.
Ттеок або клейкі рисові коржі в цьому регіоні отримали нетрадиційні назви, вони більші та простіші за формою, ніж сеульські, наприклад сонггі ттеок, який є рисовим коржем із внутрішньої кори соснових дерев, голмі ттеок (наперсток — формований рисовий пиріг), kkojang tteok (ттеок, покритий крихтою з квасолі на пару), ppong tteok (ттеок, приготований на пару з листям шовковиці), nidoraemi (рисовий пиріг, покритий крихтою з квасолі адзукі) і jogae songpyeon (ттеок у формі молюска з начинкою). Сонггі ттеок відноситься до внутрішньої кори соснових дерев, а його мелене борошно змішують із клейким рисовим борошном та замішують. Тісто готують на пару або начиняють меленими кедровими горіхами, та обсмажують на сковороді з кунжутовою олією. Нотті — це ще один характерний ттеок провінцій Пхьонган і Хванхе, виготовлений шляхом розтирання оцукреного тіста з пшоного борошна та обсмажування його шматків на сковороді в олії.
Пхьонган хангва або традиційні кондитерські вироби Пхьонгану включають у себе: гваджул (смажені кондитерські вироби з медом) і йот (цукерки). Taesik також є різновидами регіональної hangwa, виготовленої шляхом змішування jocheong (зрідженого йота) і misu (пропареного та висушеного змішаного борошна, виготовленого з різних зерен і бобів).

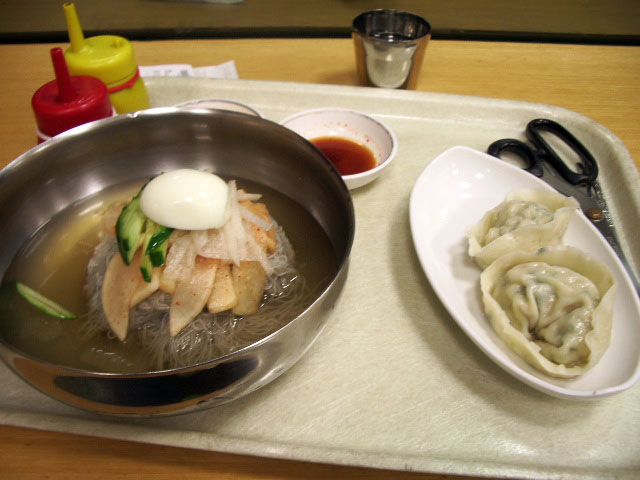
Mul Naengmyeon або пхеньянський naengmyeon (холодний гречаний суп з локшиною) і манду (фаршировані пельмені).
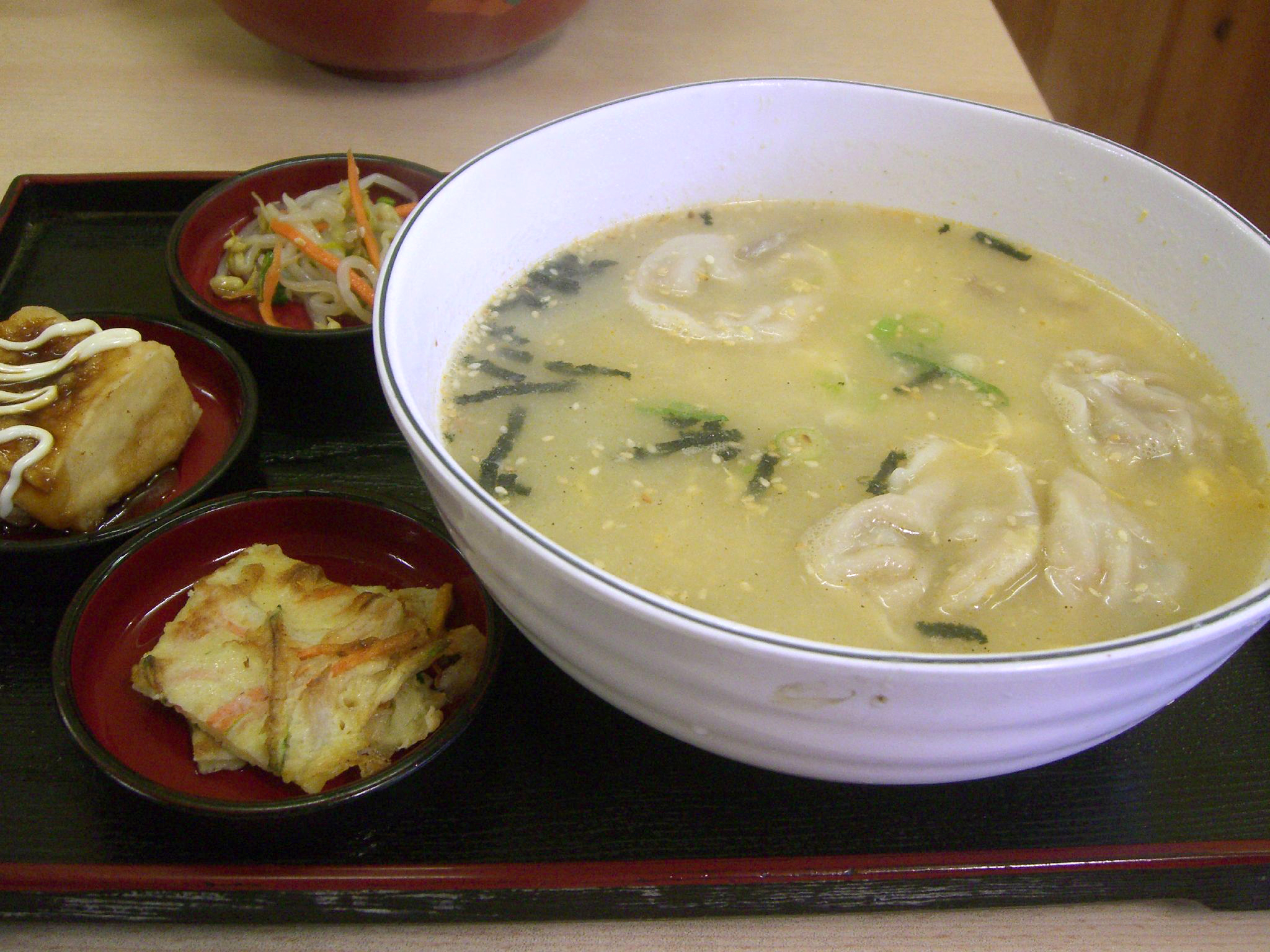
Мандугук, суп з пельменями
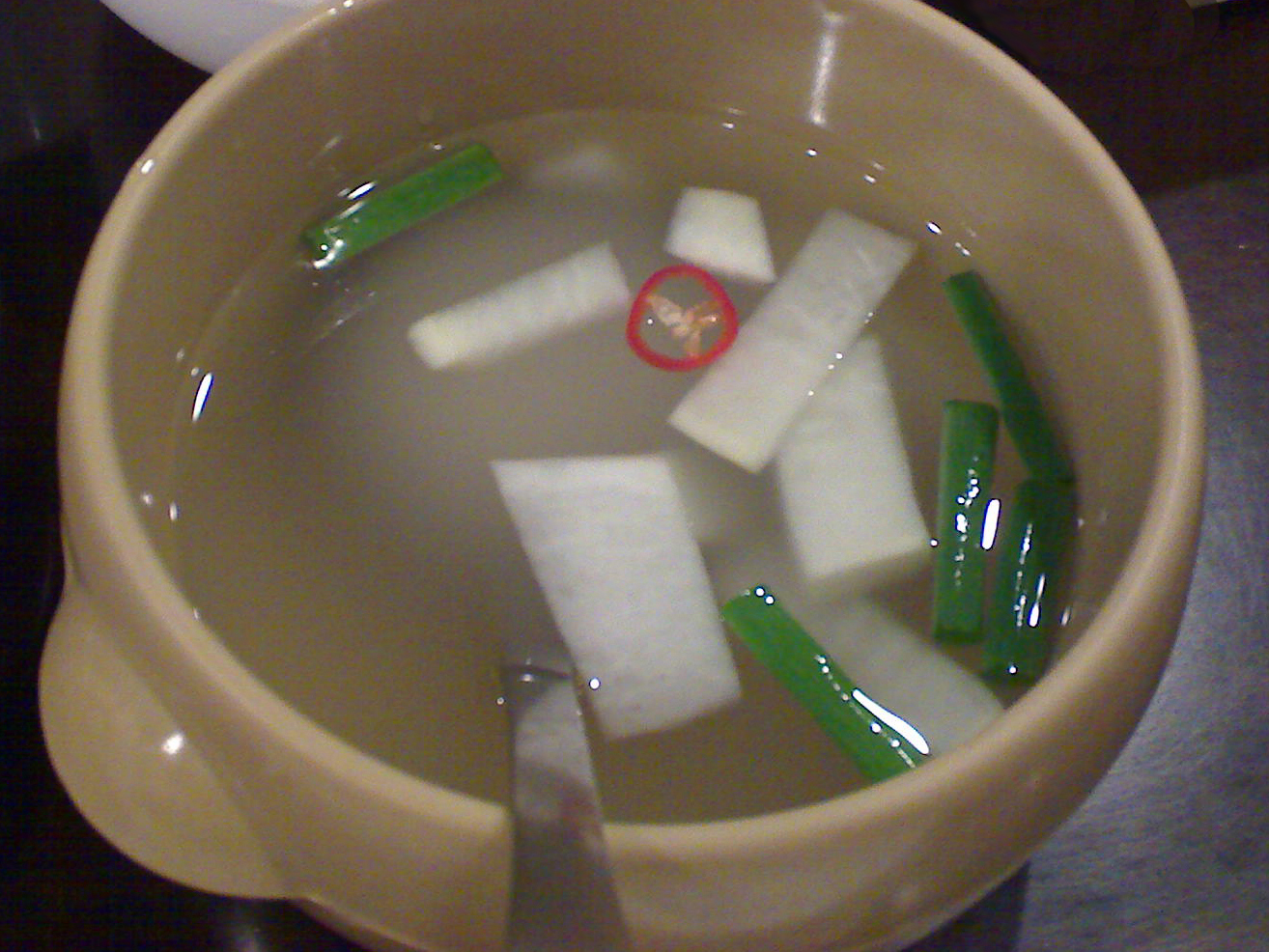
Донгчімі, рідкий кімчі
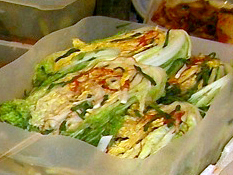
Пек кімчі, кімчі, приправлений без порошку перцю чилі.
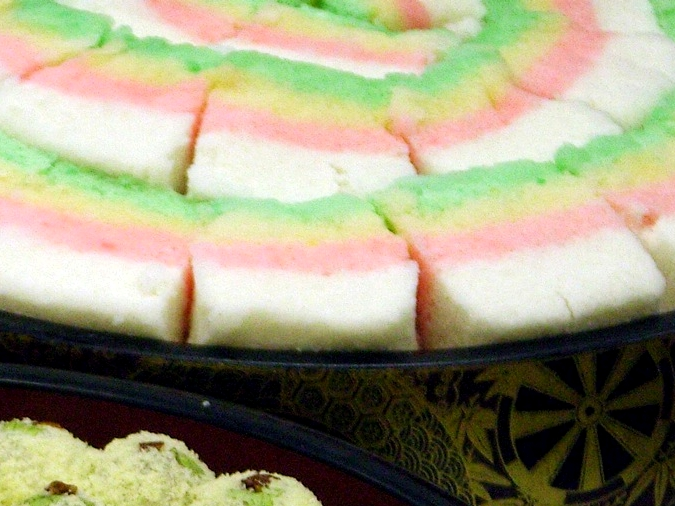
Mujigae tteok, радужний рисовий пиріг

### Пхеньян

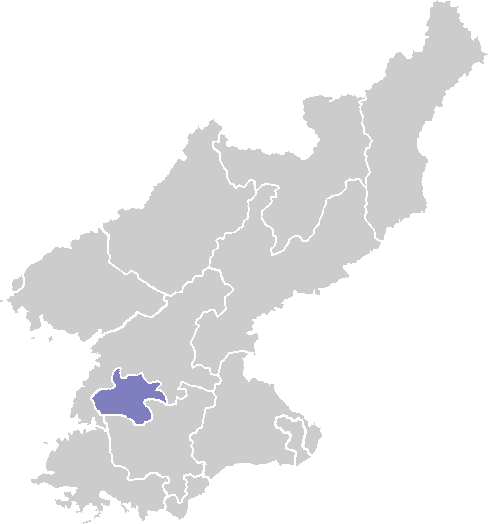
Мапа Пхеньяну

Пхеньян, нині столиця Північної Кореї, також був столицею Кочосона та столицею провінції Пхьонган до 1946 року Таким чином, кухня Пхеньяну поділяє загальні кулінарні традиції регіону. Найвідомішою місцевою стравою є пхеньянський наенмьон, який також називають муль наенмьон або просто наенмьон. Naengmyeon буквально означає «холодна локшина», а афікс «mul» позначає воду, оскільки страву подають у холодному супі. Наенмьон складається з тонкої та жувальної гречаної локшини в холодному бульйоні, змішаному з м'ясним, і dongchimi (водянистим кімчі), покритий скибочкою солодкої корейської груші. Пхеньянський наенмьон спочатку їли в холодну зиму в будинках, побудованих за допомогою ондолю (традиційної системи підігріву підлоги), тому його також гумористично називають «Пхеньянським деолдеорі» (тремтінням в Пхеньяні). Місцеві жителі Пхеньяну іноді насолоджувалися ним як хеджангуком, тобто будь-якою їжею, яку їдять як ліки від похмілля, зазвичай у формі теплого супу.
Ще одною типовою стравою Пхеньяну є Тедонган сунгеогук, що означає «форельний суп з річки Тедон». Його готують з форелі, яка в достатку водиться в річці Тедон, а також чорного перцю горошком і солі. Його подають на знак ввічливості до важливих гостей, які відвідують Пхеньян. Тому питання "наскільки смачним був суп з форелі?" зазвичай використовується для привітання людей, які повертаються з Пхеньяну. Крім того, пхеньян онбан (буквально «теплий рис по-пхеньянськи») є місцевою фірмовою стравою. Ця страва готується з свіжоприготованого рису, посипаного нарізаними грибами і куркою, і пари біндаеттеок (млинців, приготованих з мелених бобів мунг і овочів).

### Провінція Хамгьон

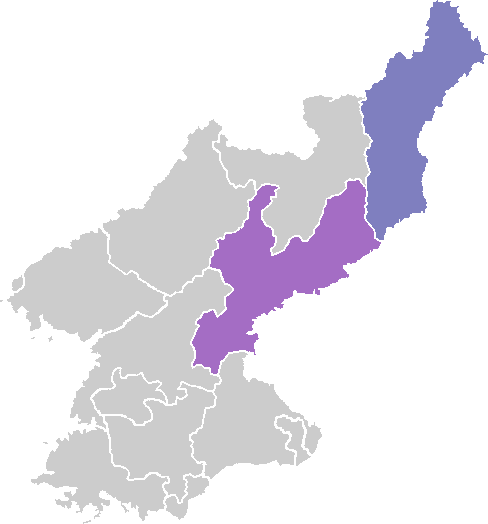
Фііолетовий: Північний ХамгьонгЛиловий: Південний Хамгьонг

Провінція Хамгьон, що складається з Північної та Південної провінцій Хамгьон, належить до адміністрації Північної Кореї. Він розташований у крайньому північному регіоні Корейського півострова, який складається з крутих гір і долин, а на сході він виходить до Японського моря (Східного моря). В регіоні розвинене зернове землеробство, тому збирають різноманітні види високоякісних зернових культур, таких як, просо, сорго, соя, кукурудза . На відміну від проса та сорго, зібраного в Південній Кореї, просо та сорго з провінції Хамгьон мають більш клейку консистенцію та гарний пікантний смак. Якість картоплі і зерна також висока, тому крохмаль, отриманий з посівів, використовують для виготовлення локшини. У прилеглому морі виловлюється свіжий минтай та різна риба.
Незважаючи на те, що кухня Хамьонг не состоїть з дуже солоних страв, часник і перець чилі використовуються як приправи. Альтернативна назва, дадегі, для соусу на основі порошку чилі походить з регіону. Hamhung naengmyeon, холодна страва з локшини, готується з соусом. Він бере свій початок у Хамхині, провінції Південного Хамгьонгу, та подається зверху мотикою (нарізаною сирою рибою), приправленою гострим соусом. Локшина змішується з мотикою та соусом, так званим мотикою наенмьон, який відрізняється від наенмьон, який їдять у решті Північної Кореї. Однак смак у північному Хамгьоні більш простий і менш гострий, ніж у Південному Хамгьонзі. Порція велика і в континентальному стилі, тому оформлення посуду просте і менш розкішне. Місцеві жителі активні та полюбляють дику їжу.

Звичайні страви кухні Хамьону включають: джапгокбап (миска вареного змішаного зерна), джінджобап (приготоване на пару сорго), дак бібімбап (змішаний рис та овочі зі скибочками курки), еоллін конджук (каша із заморожених соєвих бобів) і оксусуджук (кукурудзяна каша). Гарітгук — це суп із яловичих ребер, з юхое, сирою приправленою яловичиною. Разом з Hamhung naengmyeon, Mul naengmyeon і gamja guksu (картопляна локшина) є поширеними стравами з локшини. Gamja makgari mandu — вареник з меленої картоплі.

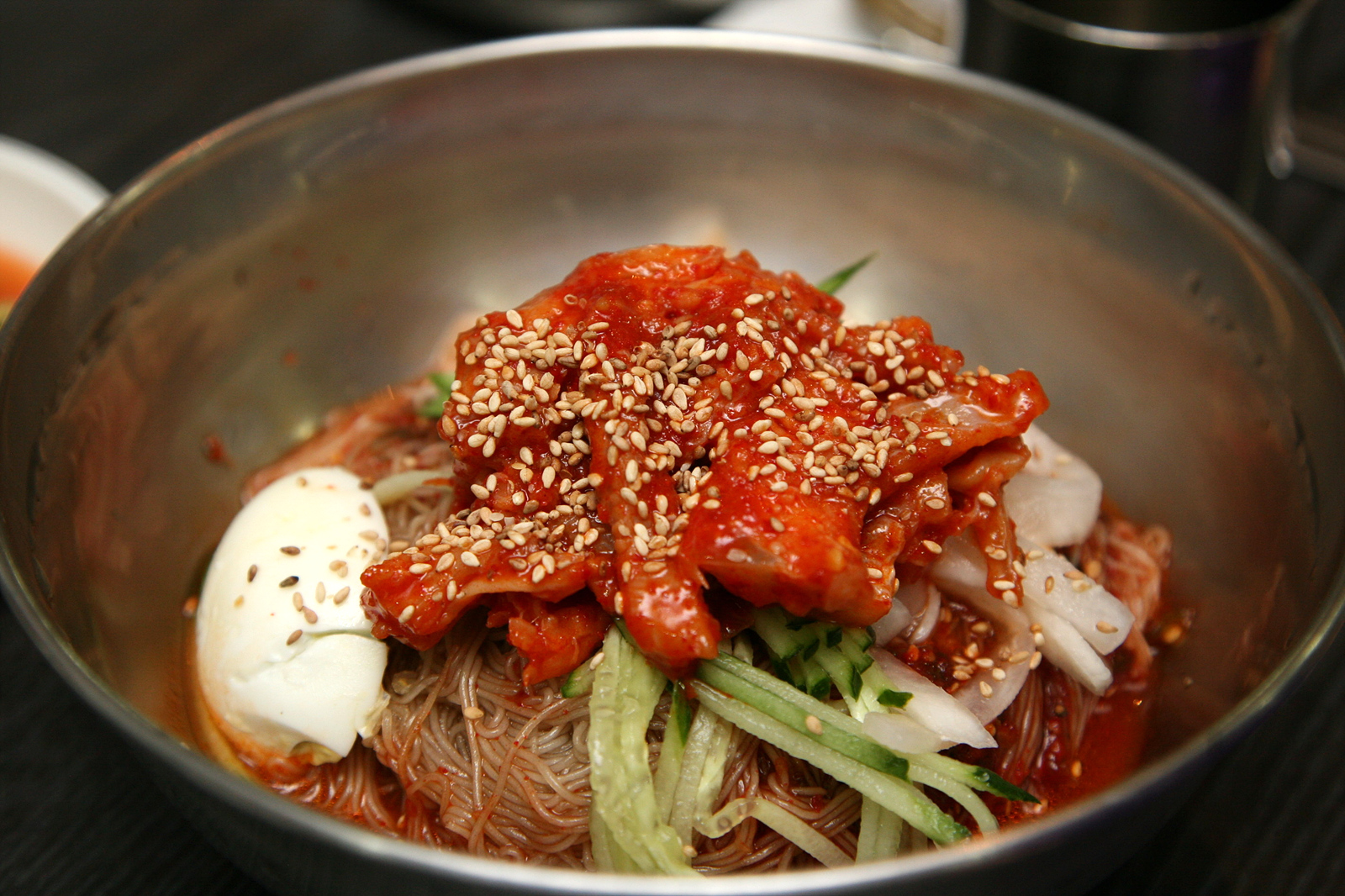
Хо наенгмьон, гаряча та гостра холодна гречана локшина з мотикою(сирою рибою).
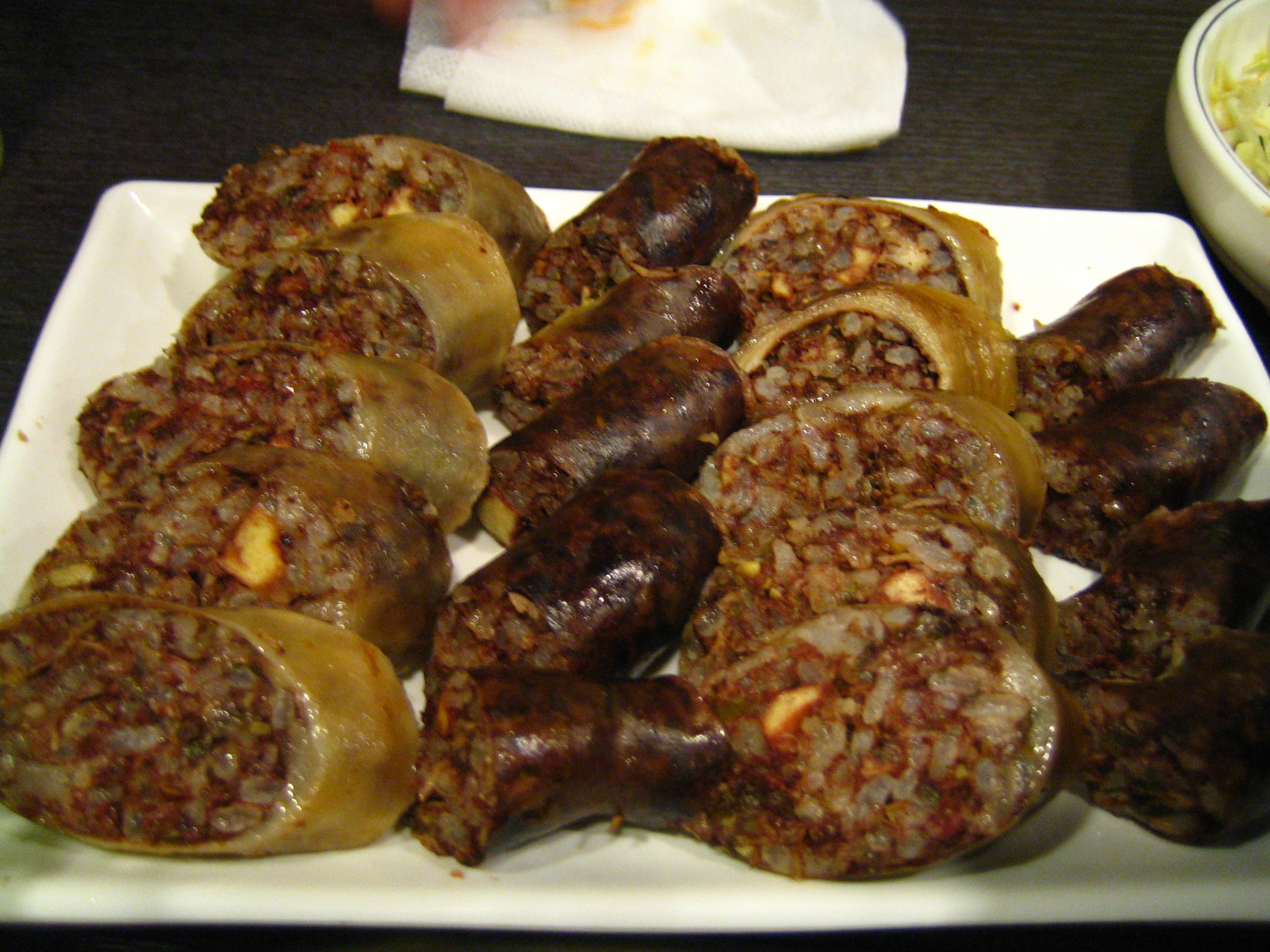
Пломбір, кров'яна ковбаса
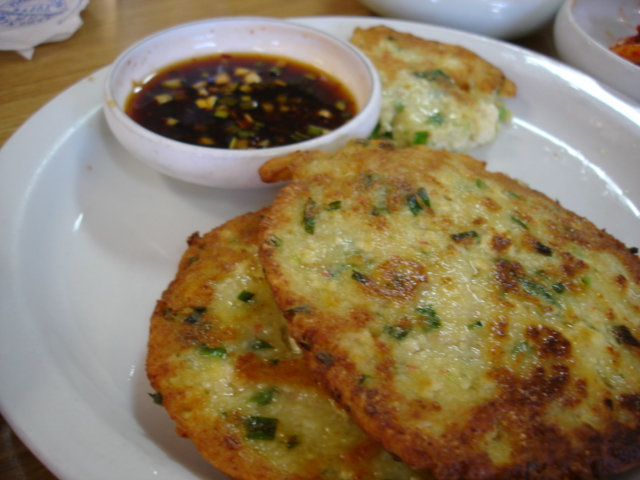
Dubujeon, млинець із тофу
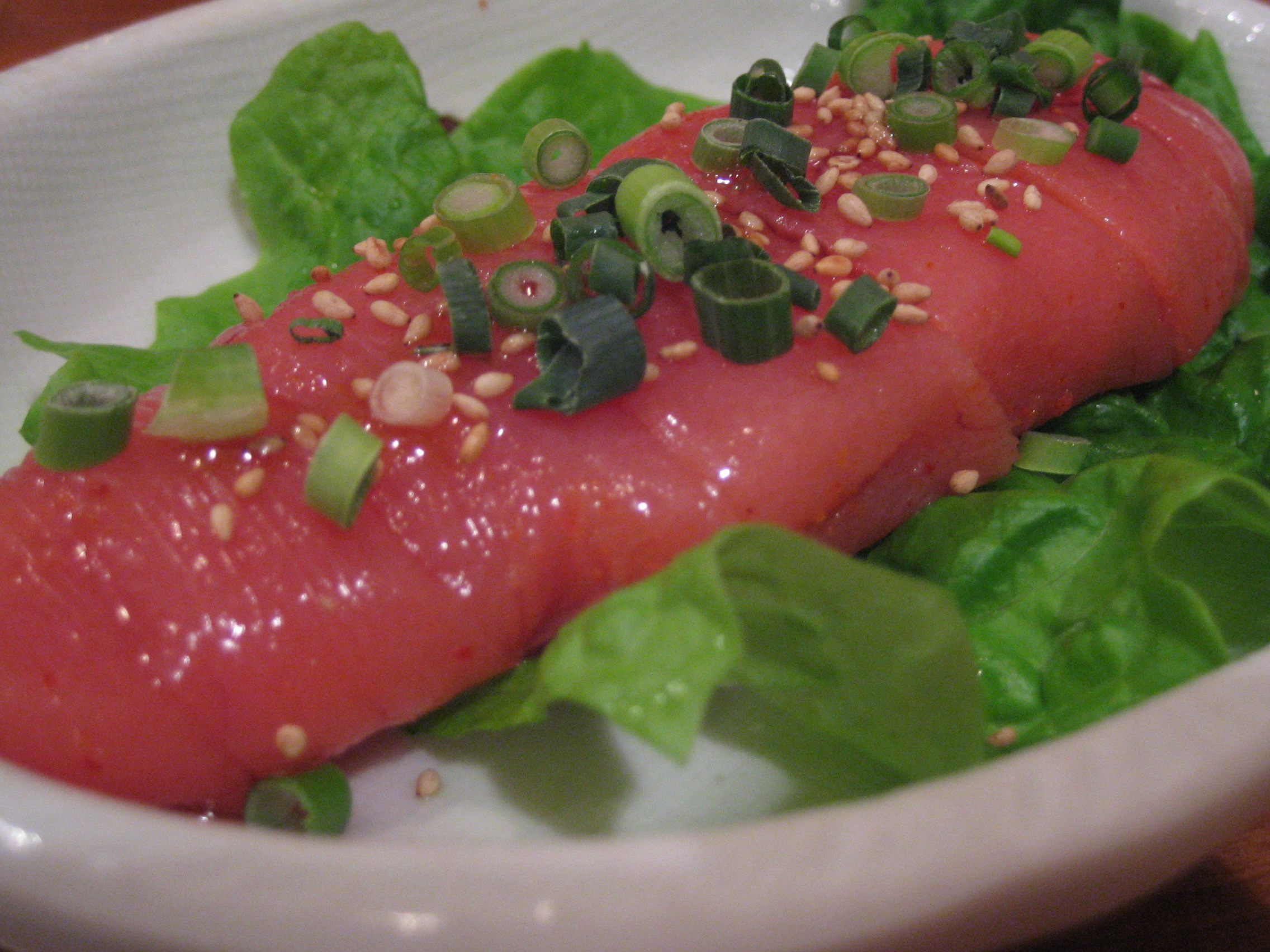
Мьонгран jeot, ікраминтая Аляски зі спеціями
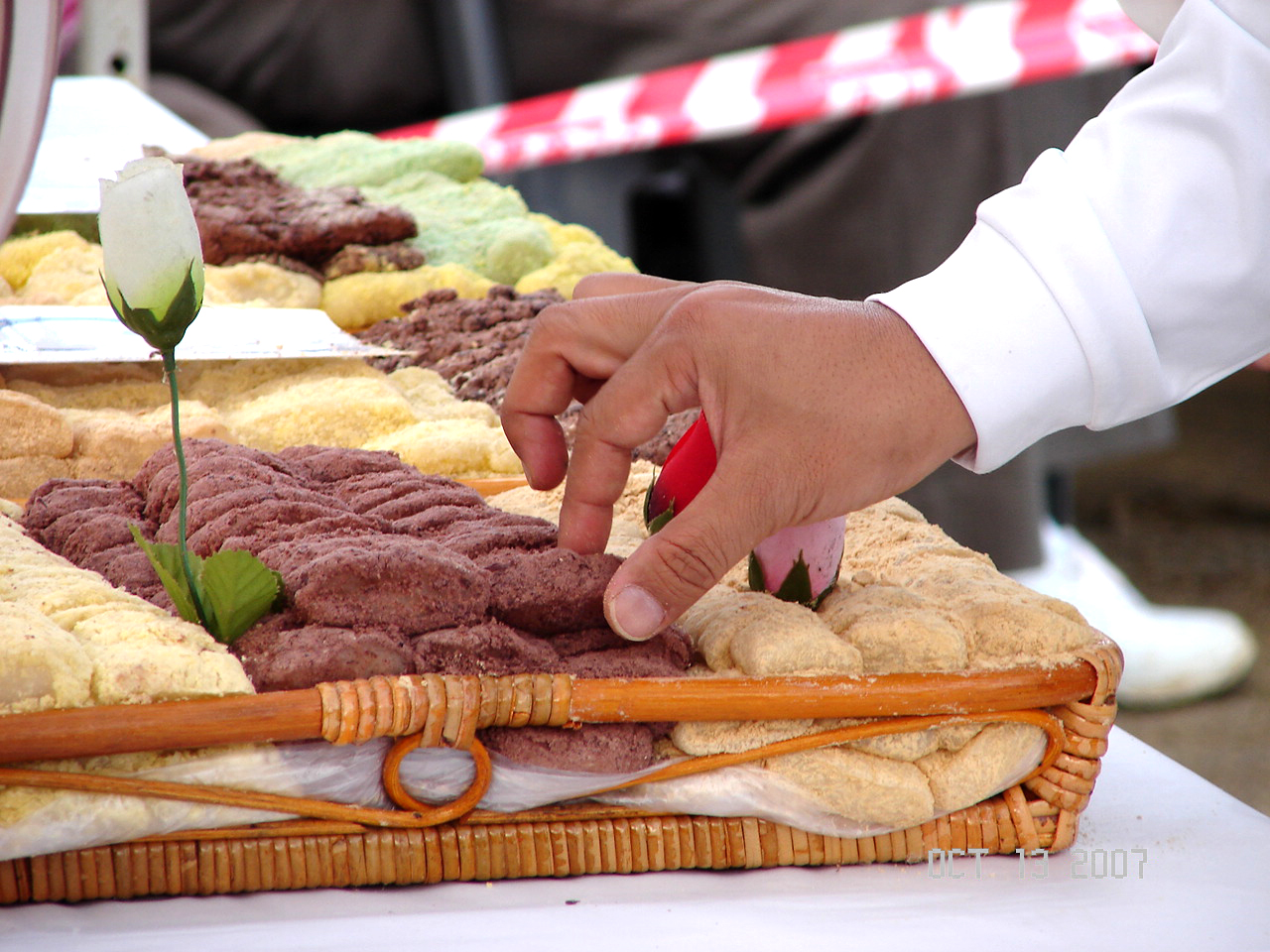
Інджолмі, клейкий рисовий пиріг, покритий квасолевим порошком

### Провінції Чаган і Рянган

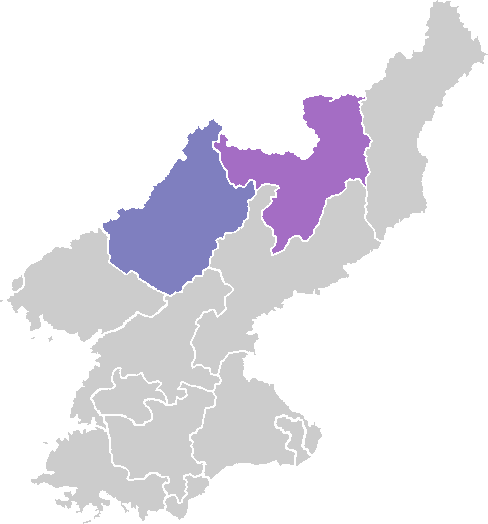
Фіолетовий: ЧаганЛиловий: Янган

Північнокорейські провінції Янган і Чаган раніше були частиною провінцій Хамгьон і Пхьонан до 1954 року. Дві гірські провінції, що не мають виходу до моря, межують з Китаєм на півночі. Листя індійської гірчиці, що на корейській називається гат, культивують замість капусти Напа, основного інгредієнта кімчі, яка погано росте в регіоні через погані географічні умови. З давніх часів листя індійської гірчиці додавали до їжі навесні та восени як основний овоч та використовували для приготування гат-кімчі для консервації на зиму. Гат кімчі має освіжаючий і ароматний смак, який може зберігатися без втрати структури протягом тривалого часу. Тому гат кімчі є найвідомішою їжею, яка представляє провінції. З іншого боку, картопля також збирається у великій кількості, тому страви, приготовані з картоплі, готуються різноманітно, у краях є до 80 різних картопляних страв. Типові страви з картоплі включають: gamja nongmal guksu, страва з локшини, приготована з картопляним крохмалем; gamja tteok, різновид tteok, виготовлений з меленої картоплі; gamajatang jorim, виготовлений шляхом тушкування картоплі; і gamja nongmal gangjeong, смажені кондитерські вироби з картопляного крохмалю. Gamja nongma guksu має дуже міцну жувальну текстуру, оскільки основним інгредієнтом є картопляний крохмаль. Локшина приправляється подрібненою зеленою цибулею, часником, кунжутом, соєвим соусом, сумішшю кунжуту і солі. Скибочки кімчі, мариновані та приготовані на пару яловичина та свинина, подрібнені огірки додаються як начинка на локшину. Окремо подається бульйон.
Сусуттеок — це місцева фірмова страва провінції Чаганг, яка готується з місцевого сорго, клейкої кукурудзи, сої, кунжуту та бобів адзукі . Подається з кімчі та намулом (обсмаженими овочами), зібраними у гораї. У провінції також можна знайти різні страви з сорго, такі як сусу дзідзім (млинці з сорго). Також у провінції є різноманітні гірські фрукти.

## Центральний регіон

### Провінція Хванхе

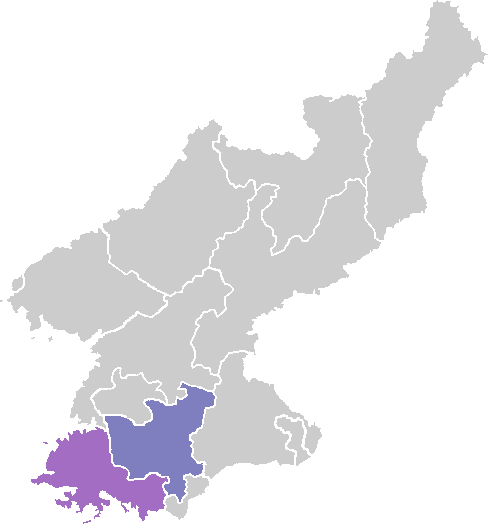
Фіолетовий: Північна ХванхеЛиловий: Південний Хванхе

З 1954 року провінція Хванхе розділена на провінції Південний Хванхе та провінцію Північний Хванхе . Завдяки широким рівнинам Йонбек і Чаеньон провінція Хванхе є житницею Північної Кореї та відома своїм якісним виробництвом зернових. Оскільки насіння проса, вироблене в цьому регіоні, густе і має хороший смак, жителі південного регіону вживають його в їжу так само, як і ячмінь . Велике виробництво зернових культур забезпечує якісний корм для худоби, тому якість м'яса, виробленого в регіоні, вважається доброю. Курка, вирощена в кожній родині, м'ясиста та якісна, і використовується для приготування багатьох страв у кухні Хванхе. Використовується як інгредієнт для страв з пшеничної локшини, манду (пельменів). Прибережна зона, що примикає до Жовтого моря, виробляє багато солі, тому що припливно-відливна зона в цьому районі розвинена, а опадів випадає мало. Завдяки клімату кімчі в регіоні Хванхе має чіткий і освіжаючий смак, тому його розсіл часто використовують як суп. Розсіл Dongchimi використовується як бульйон для naengmyeon (холодної страви з гречаної локшини) або для змішування з мискою охолодженого рису, щоб зробити опівночну закуску. Люди Хванхе відомі своєю добродушністю та простотою, тому їхня кухня відображає їхню природу. Страви Хванхе пікантні та прості, з меншою кількістю прикрас, як-от манду, виготовлене у більшому розмірі, ніж в інших регіонах. Загальний смак помірний, схожий на смак провінції Чунчхон.

Найвідомішою стравою Хванхе є Хеджу бібімбап, який походить із Хеджу. Вона складається зі смаженого рису з нарізаною свининою, різними намулами (пасерованими овочами) і нарізаною куркою, на відміну від інших сортів бібімбапу. У ньому використовується чорний соєвий соус на злегка обсмаженому та підсоленому рисі замість гочуджанг. Інші типові основні страви: ssalbap (рис, приготований на пару), seariban (три зерна, приготовані на пару), джапгокпаб (різні зерна, приготовані на пару), kimchibap (рис, приготований на пару з кімчі), і bijibap (рис з biji, залишок при приготуванні тофу).

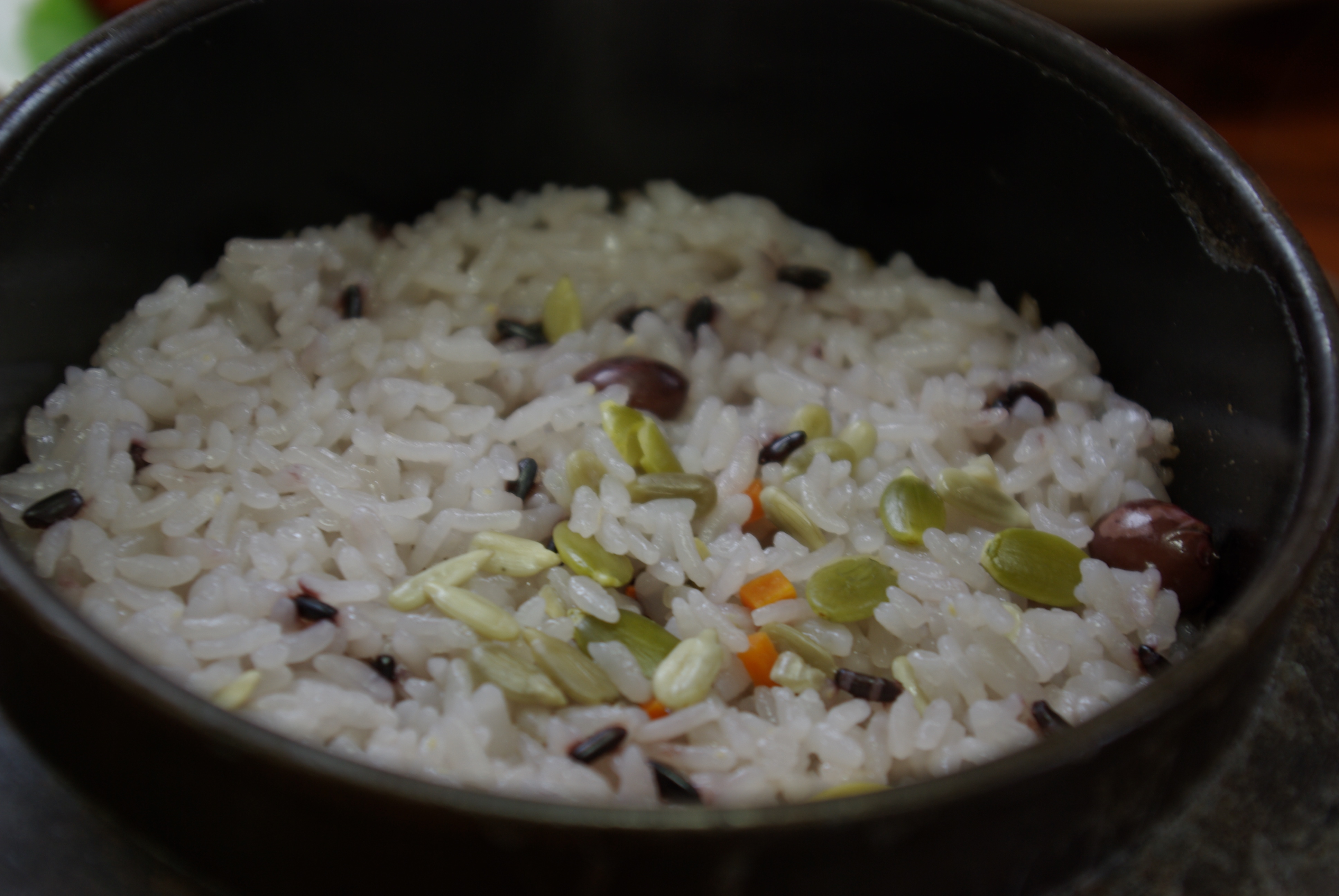
Джапгокбап, рис з кількома зернами
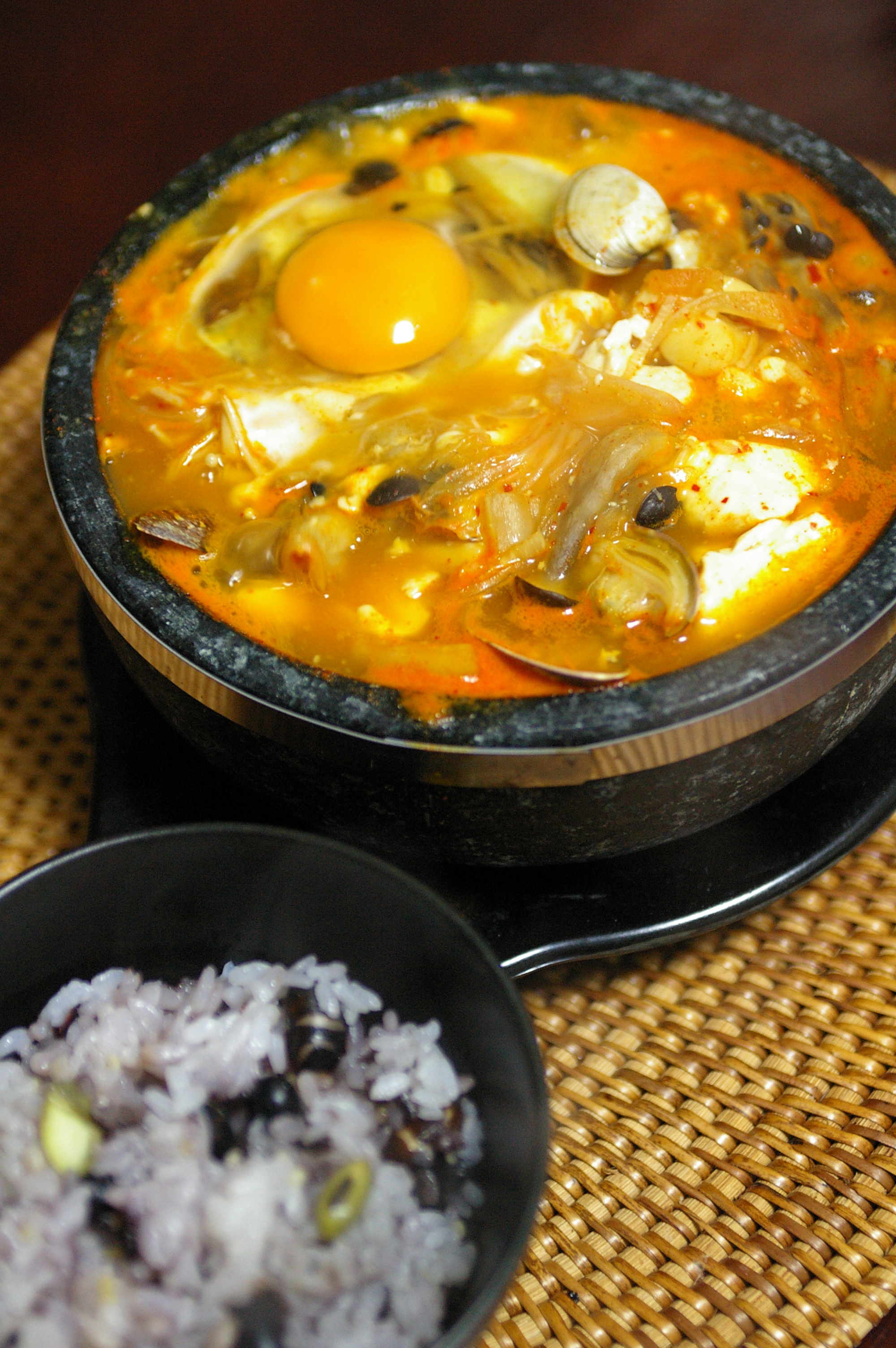
Sundubu jjigae, гостре м'яке рагу з тофу
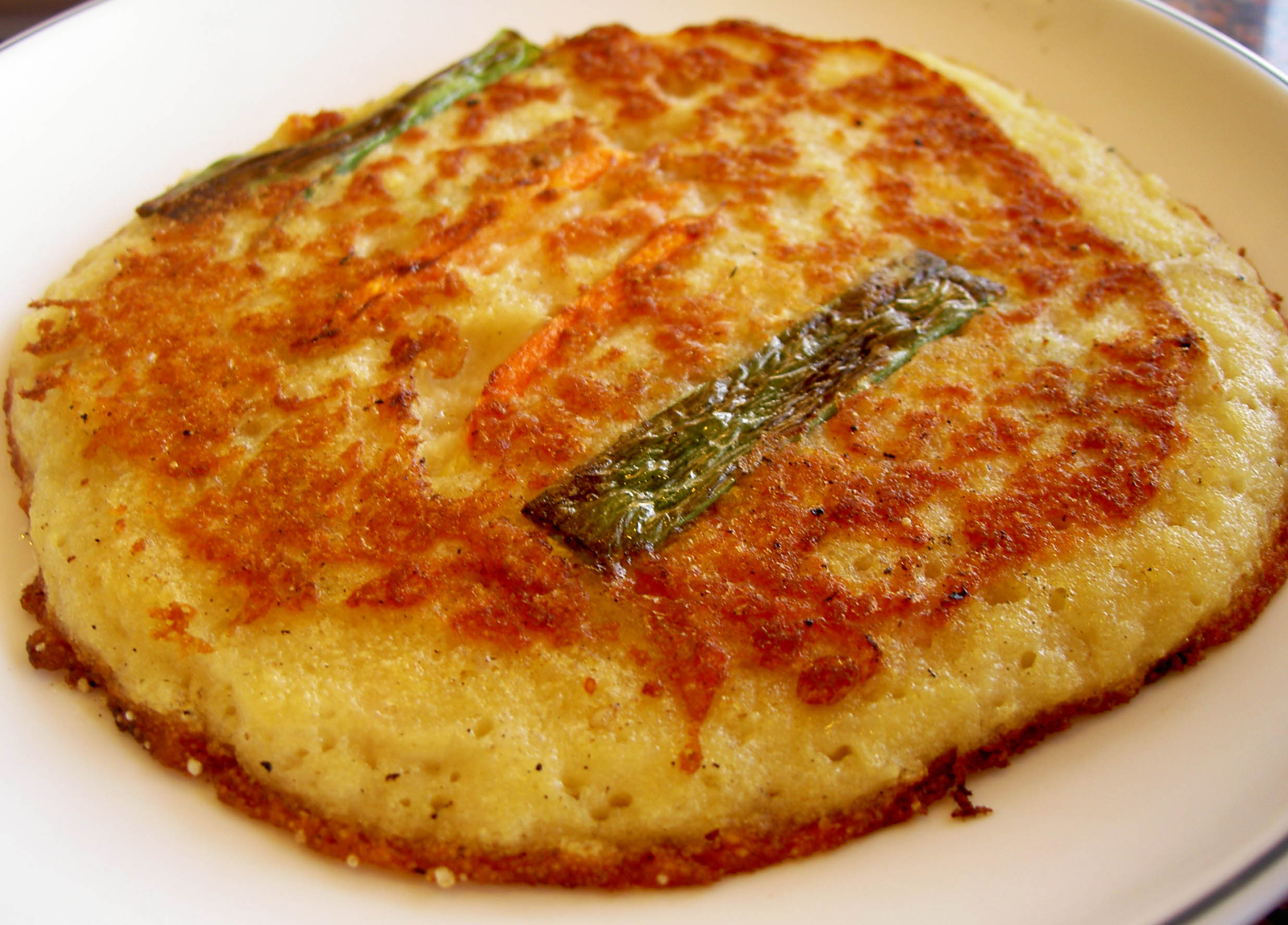
Bindaetteok, млинці з бобів мунг
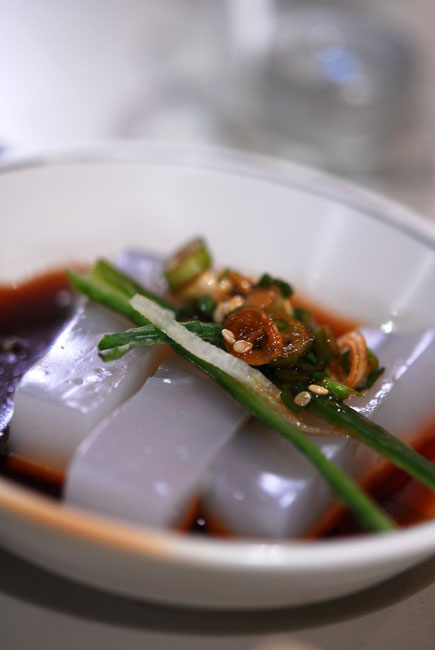
Чжонгпомук, приправлення кисіль з крохмалю машини

Кухня Канвон (або Канвон) є дуже простю, вона складається зі страв, приготованих з картоплі, кукурудзи, гречки або морепродуктів. Типові основні страви також базуються на картоплі та кукурудзі з різними методами приготування, наприклад Chuncheon dakgalbi, гангнаенгі бап (миска кукурудзи та рису на пару), макгуксу (страва з гречаної локшини), патгуксу (локшина в супі з червоної квасолі), gamja ongsimi (суп із галушками), bangpungjuk (каша з Glehnia littoralis), gangnaengi beombeok (пюре з вареної кукурудзи із зернами) і gamja beombeok (пюре з вареної картоплі із зернами).

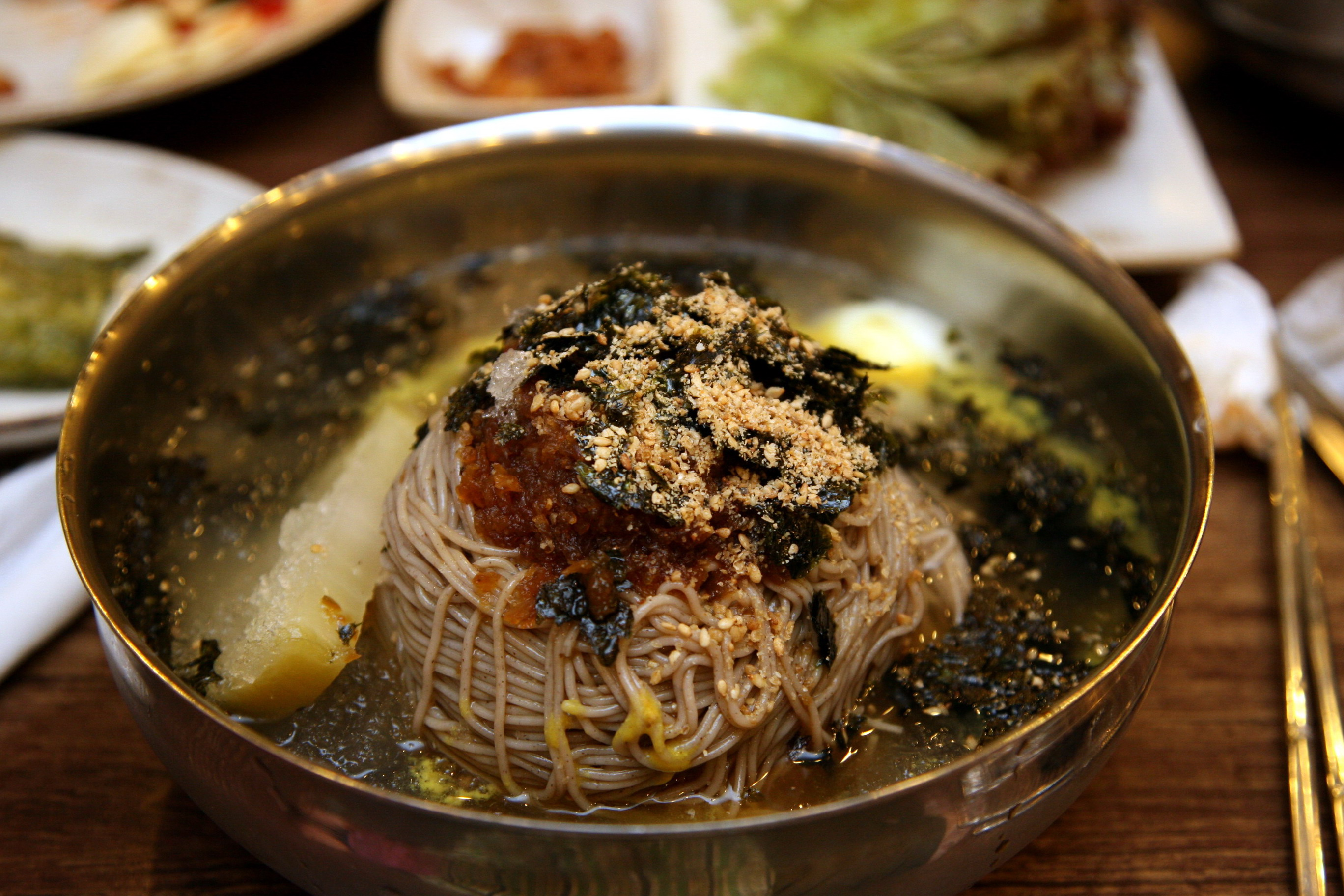
Макгуксу, холодна гречана локшина
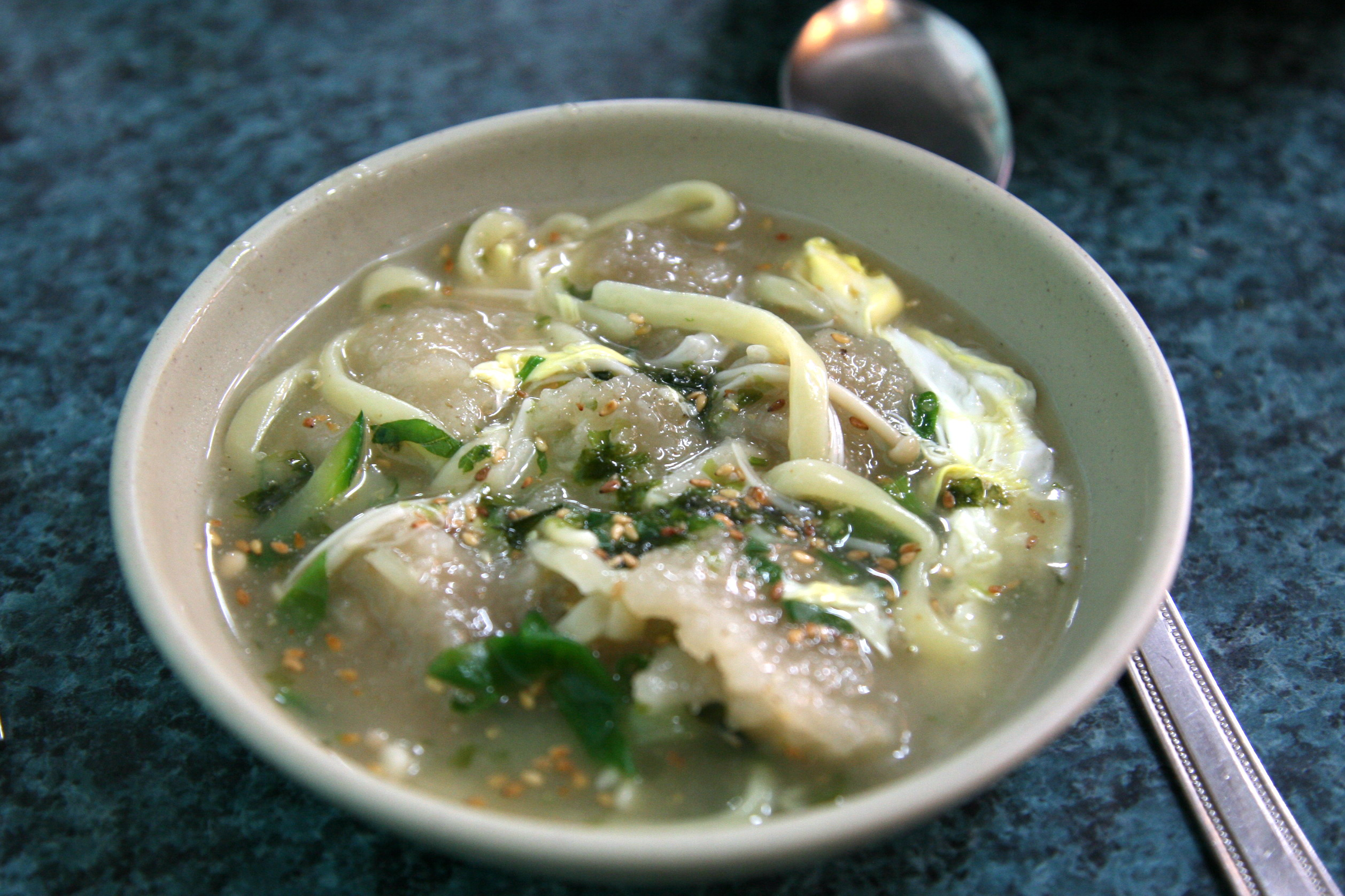
миска гамджа онгсімі (картопляний суп з кнедликами).
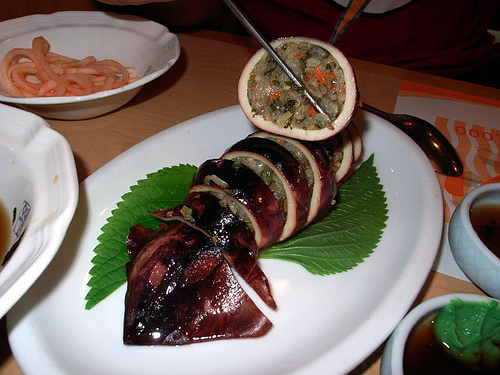
Одзінгео, різновид мороженого (фарширована кров'яна ковбаса), виготовлена з кальмарами та сировинами
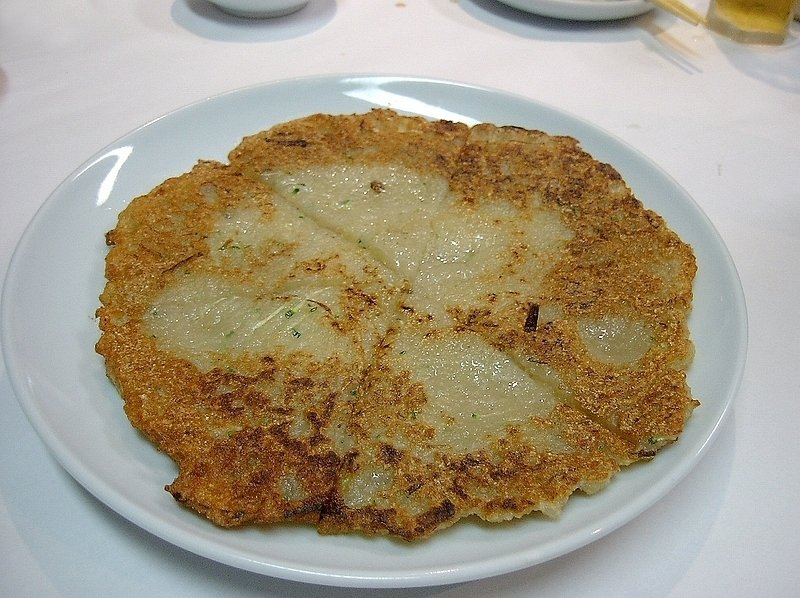
Гамджаджон, картопляний млинчик
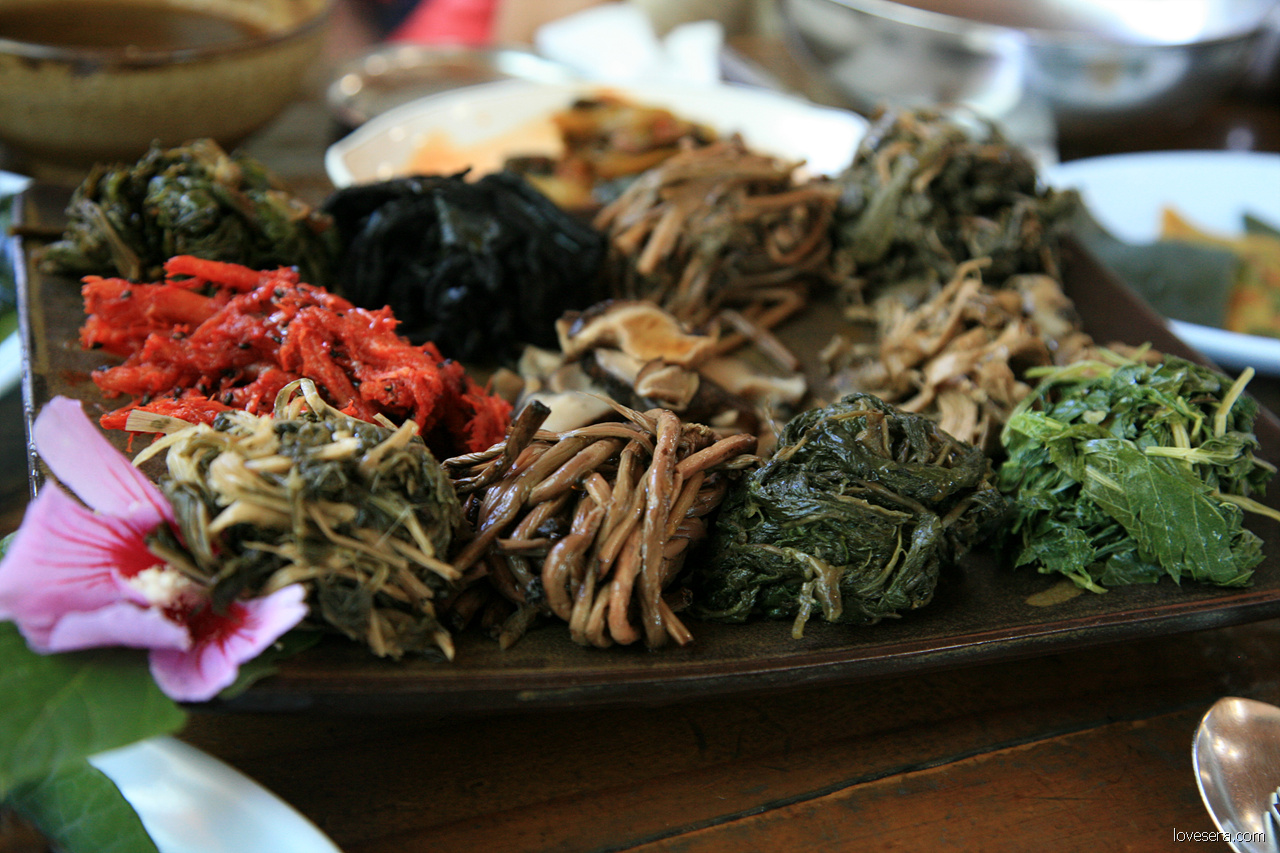
Намул

### Кесон

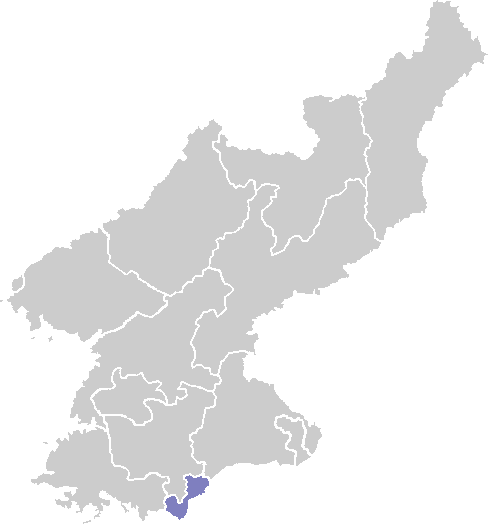
Карта Кесону.

Оскільки Кесон був столицею Горьо протягом майже 500 років, його кулінарна культура була дуже розвиненою. Розкішний стиль кухні Кесон часто порівнюють із кухнями Сеулу та Чолли. Кухня Кесон традиційно розглядалася як частина кухні Кьонгі, оскільки Кесон належав провінції Кьонгі до Корейської війни. Однак після війни вона була включена до складу адміністрації Північної Кореї, тоді як провінція Кенгі управлялась Південною Кореєю. Bossam kimchi (загорнутий кімчі), pyeonsu (літній манду квадратної форми), sinseollo (королівська запіканка), seolleongtang (суп з яловичого рубця), chueotang (суп з мулової риби), joraengi tteokguk (суп з варениками), umegi (tteok, покритий сироп) і ґьондан (ттеок у формі кулі) є типовими стравами Кесон. Умегі, також званий Кесон Джуак, є святковою їжею Кесон і відомий своїм делікатним стилем із солодким і горіховим смаком. Страву готують шляхом замішування суміші рисового борошна та клейкого рисового борошна з теплою водою, а потім і формування кульок з тіста з одним кедровим горіхом або зизифусом, потім обсмажування та покриття їх сиропом.

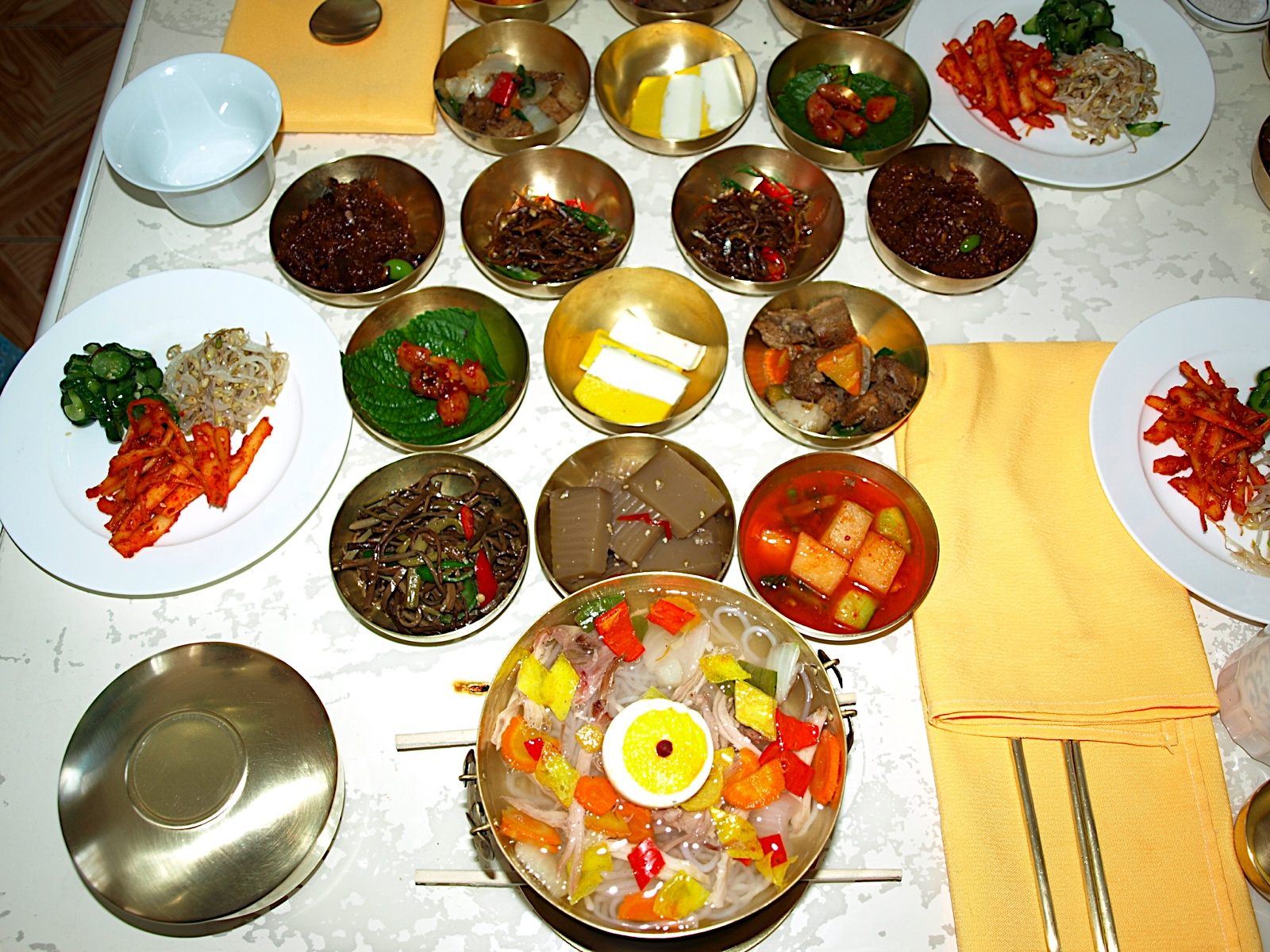
Традиційна страва Кесон.
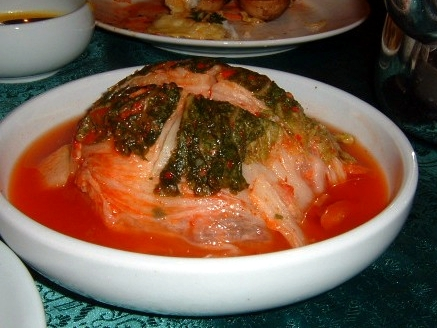
Кесон босам кімчі
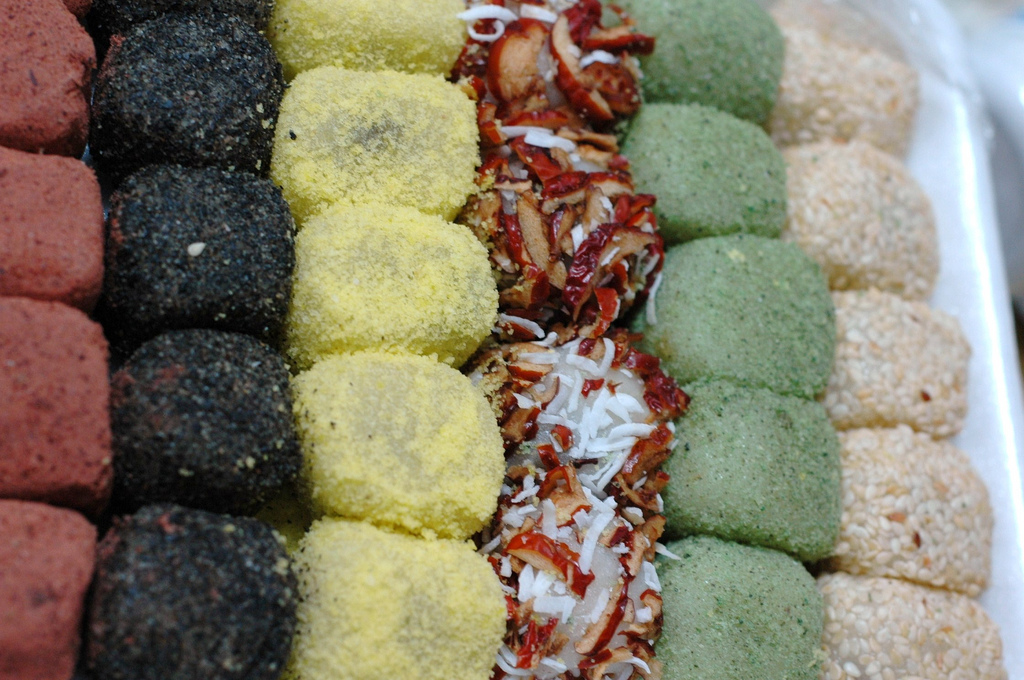
Різноманітні кьондан, кулясті ттеок.

### Провінція Кьонгі

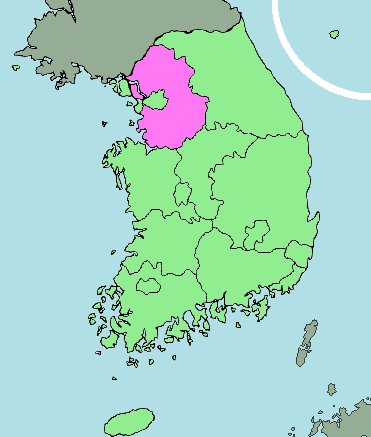
Карта провінції Кьонгі

Географічно провінція Кьонгі розташована в центральній частині Корейського півострова. До Корейської війни він включав і провінцію Кесон, і стару столицю Горьо. Гірські овочі отримують з тих гор, що оточують Сеул, а рибу та морепродукти збирають із Жовтого моря, розташованого на заході. У кухні Кенгі багато джотгал (ферментованих солоних морепродуктів), серед яких джогіджот (приготований із горилями) і сауджеот (з дрібними креветками) часто використовуються як інгредієнти для кімчі . Клімат відносно м'який, збирають різні види зернових культур, тому особливого розвитку набули страви із зернових культур. Ogokbap (парені п'ять зернових культур) і chalbap (парений клейкий рис) насолоджуються як основні страви. Хоча провінція межує з Сеулом, її кухня загалом проста, а її смаки та використання приправ не є дуже великим, за винятком кухні Кесон. Завдяки витонченій кулінарній культурі та різноманітності страв кухню Кесон часто порівнюють із кухнею Сеула та кухнею корейського королівського двору . Оскільки провінція Кьонгі межує з провінціями Канвон, Чхунчхон, Хванхе, кухня має багато спільного з кухнями цих сусідніх провінцій, включаючи смаки та правила назви страв.

Солоні зернові страви численні, зокрема суджебі (суп з галушками) і беомбеок (густа каша зі змішаних зерен). Вони виготовляються з гарбуза, картоплі, кукурудзи, пшеничного борошна або бобів азукі. Супи з локшиною, такі як Джемул гуксу (локшина в супі з соєвою пастою) і мемілкаль сакдугі (суп з локшиною, нарізаною ножем) також мають густий бульйон і пікантний смак разом із м'якою текстурою на відміну від наеонмьон у прозорий бульйон донгчімі, який їдять у північному регіоні. Naengkongguk (соєвий суп з пельменями) також є поширеною стравою, яка також є місцевою фірмовою стравою провінцій Чхунчхон і Хванхе.

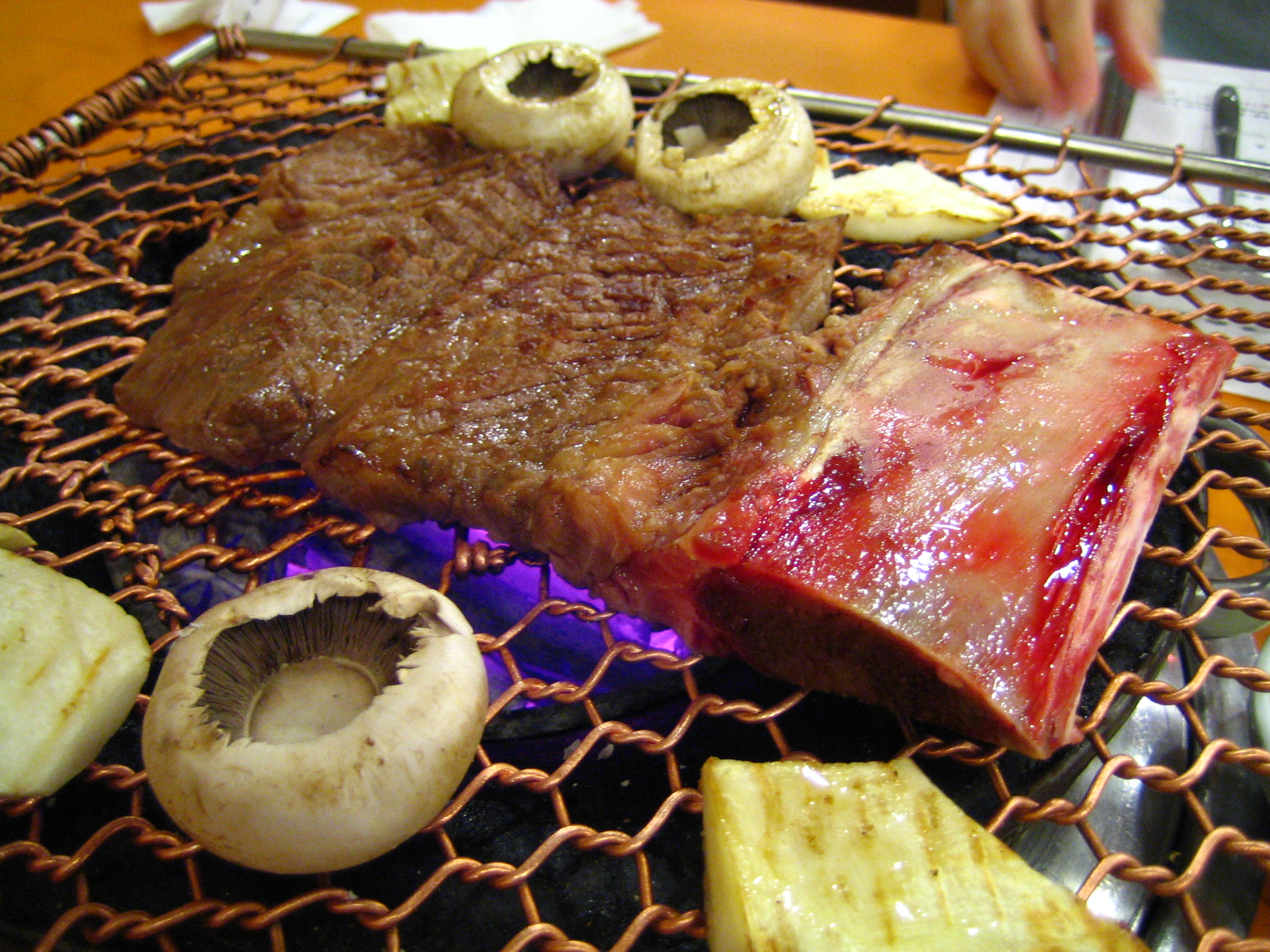
Галбі (жарені короткі ребра) є відомою стравою в Сувоні.
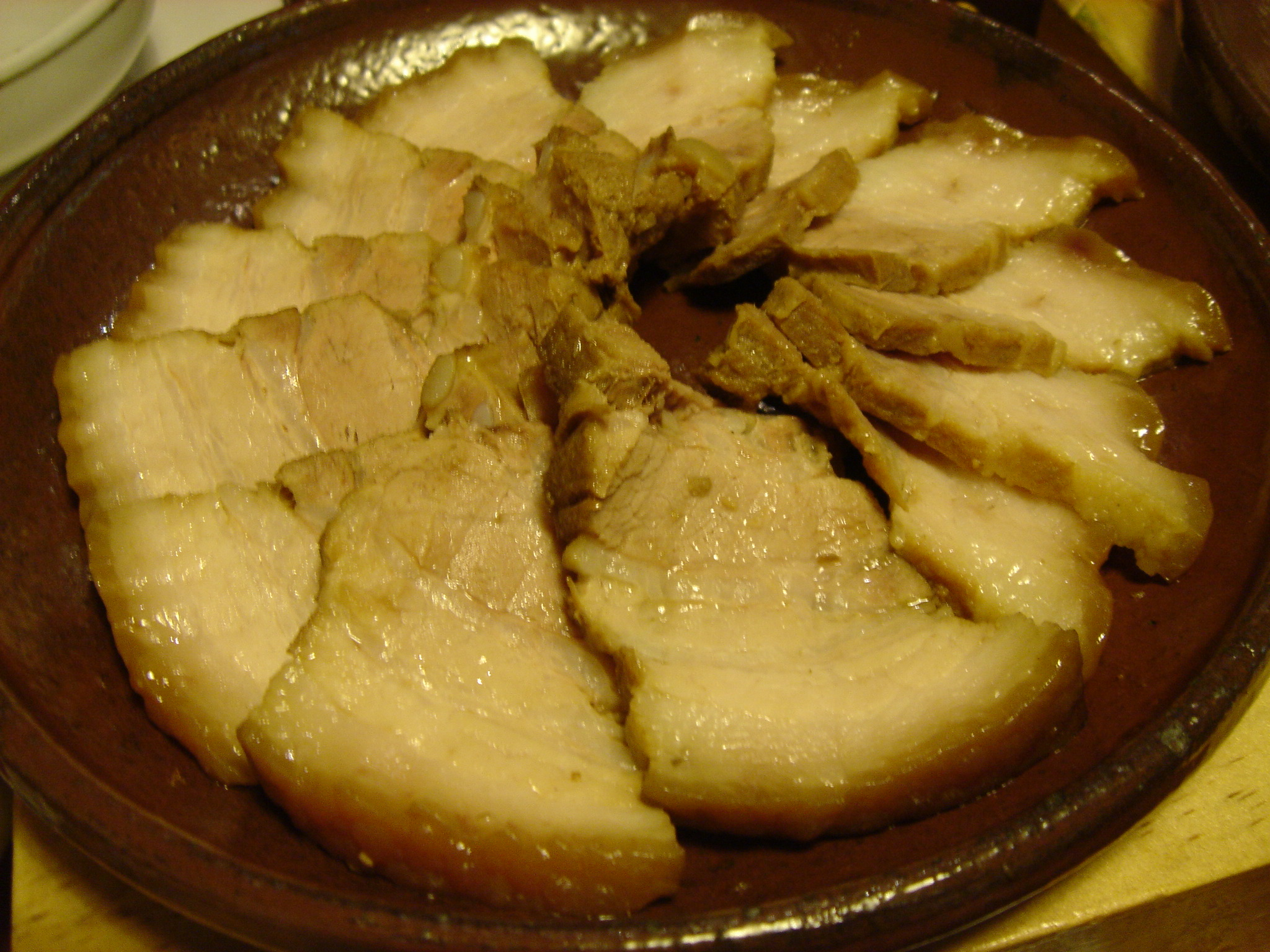
Суюк, м'ясо на пару
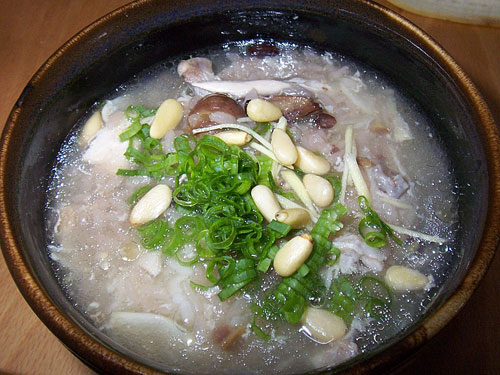
Samgyetang, курячий суп з женьшеню
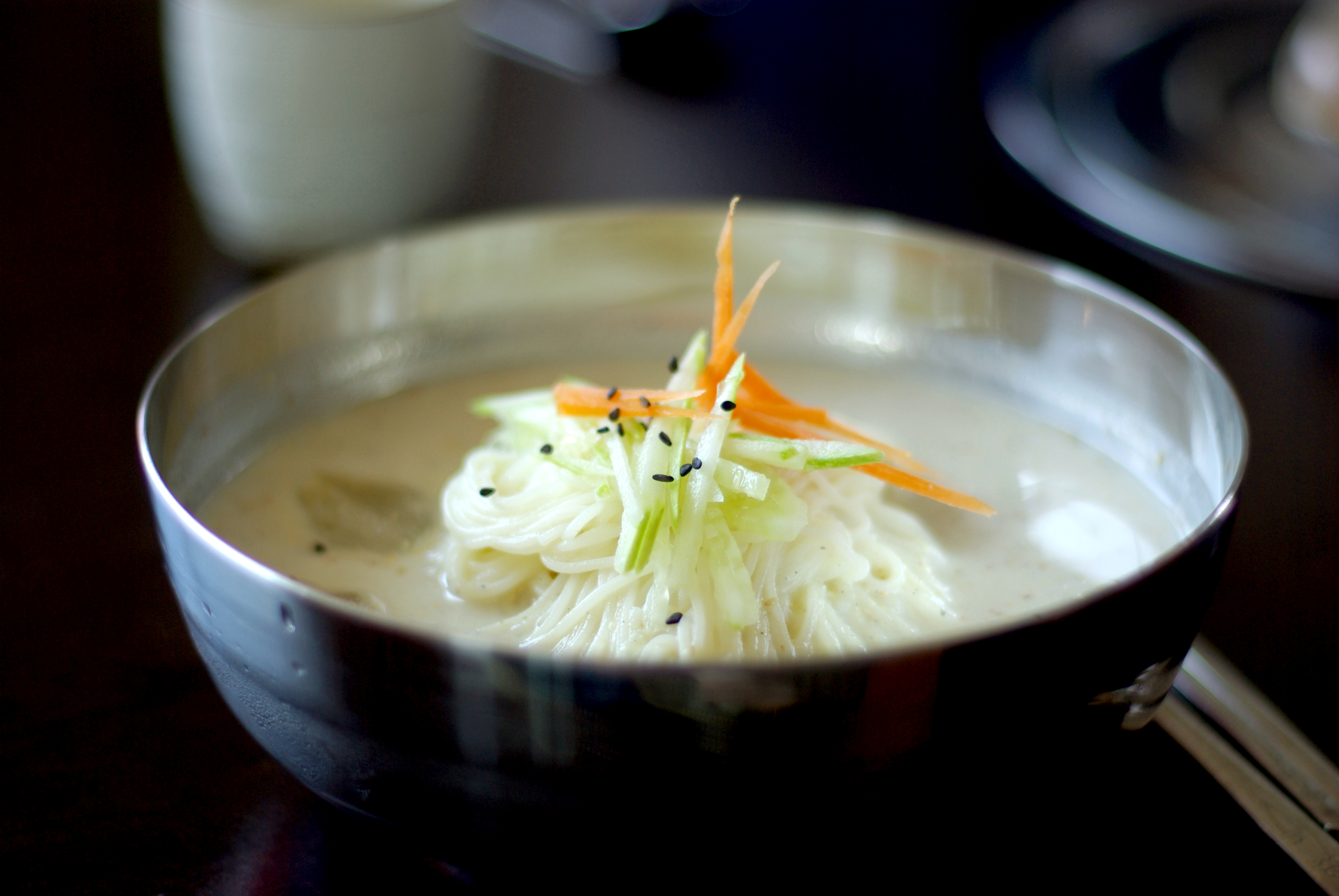
Конгуксу, холодний соєвий суп з локшиною
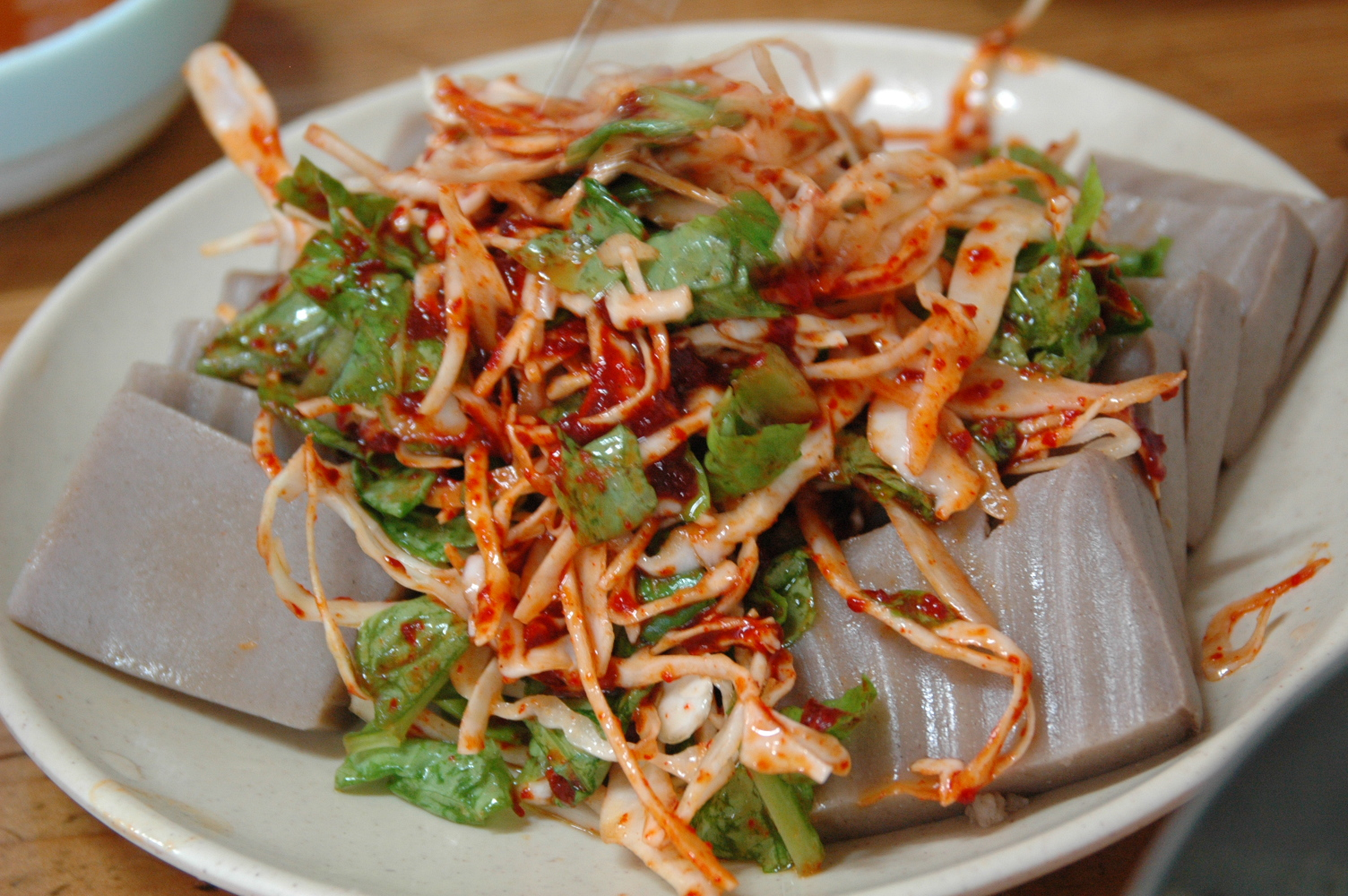
Мемільмук мучим,мемільмук (кисіль з гречаного крохмалю)

### Сеул

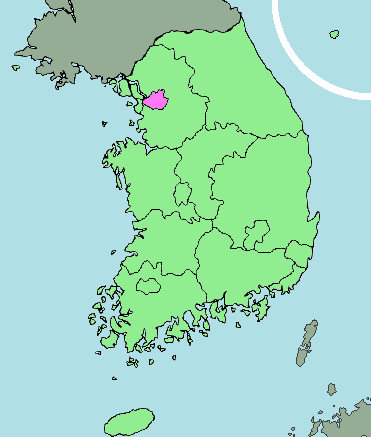
Мапа Сеулу

Кухня в столиці Південної Кореї Сеулі представлена екстравагантно та готується відповідно до суворих правил якості. Харчування подається невеликими порціями але включає багато страв. Для їх приготування використовується багато приправ, але смак не надто гострий. Типові основні страви включають: seolleongtang (суп з яловичини з рисом), gukbap (суп з рисом), tteokguk (суп з рисовими пиріжками), heukimjajuk (каша з чорним кунжутом), jatjuk (каша з кедрових горіхів), memil mandu (вареники з гречаним покриттям), saengchi mandu (вареники, фаршировані м'ясом фазана), і pyeonsu (квадратні манду з овочевою начинкою). Серед них seolleongtang є найвідомішою сеульською стравою, яка також популярна по всій країні. Кажуть, що він тісно пов'язаний із святилищем Сеоннонгдан у районі Джегі-донг, Тондемун-гу, Сеул, де королі Кореї проводили щорічний національний ритуал, щоб молитися за хороший урожай. Після обряду всі збиралися, щоб разом поласувати яловичим супом, який варили яловичину та її підчеревину в десятках гамасот (казанах) з водою.
Типовими сеульськими супами або рагу є: sinseollo (королівська запіканка), gaksaek jeongol (запіканка з різними інгредієнтами), yukgaejang (гострий яловичий суп з рисом), Gujeolpan (дев'ятисекційна тарілка), galbijjim (тушковане м'ясо з короткими ребрами), tteokjjim (варений tteok, яловичина та овочі), tteokbokki (смажені tteok та овочі), тушковані страви в соєвому соусі, такі як honghapcho та jeonbokcho відповідно з мідіями та морським вухом, і gannap (млинці з яловичої печінки). Сирі страви, такі як gaphoe (приправлений сирий яловичий рубець), gulhoe (сира устриця), також є частиною сеульської кухні. Пресовані або сушені страви, такі як пьонюк з бичачим язиком або грудинкою, джокпйон (желатин), еочае (відварене філе риби), юкпо (в'ялена яловичина), суран (яйця пашот), сукджу намул (обсмажені стручки квасолі мунг), mugeun namul bokkeum (обсмажені сушені різні гірські овочі), hobakseon (фаршировані цукіні, приготовані на пару), gimssam (обгортання з gim, морськими водоростями), maedeup jaban (смажена ламінарія у формі стрічки), є банчанами, що представляють сеульську кухню. Gujeolpan і sinseollo особливо демонструють вишуканий стиль сеульської кухні. Сушену рибу, таку як гульбі (сушений солоний жовтий горбиль), ґвамегі (напівсушений тихоокеанський оселедець або тихоокеанська сайра), амчі (сушений солоний коричневий горбиль), смажать на грилі або сковороді, щоб зробити чон, корейські млинці. У сеульській кухні є багато мітбанчан (основних гарнірів, які готують для консервування), таких як юкпо (в'ялена яловичина), чотгал (солоні ферментовані морепродукти) і джангаджі (соління). Унікальними кімчі, знайденими в Сеулі, є джанг кімчі (водяний кімчі, приправлений соєвим соусом) і сук ккакдугі (кімчі з пропареної редьки).
За часів династії Чосон села Букчхон і Намчхон називалися «Намджу Бюкбьон», що буквально означає "Намчхон для алкоголю, Букчхон для ттеок " (рисові коржі), тому що ттеок робили в Сеулі багато разів. У сеульській кухні є багато ттеок, виготовлених із високоякісних інгредієнтів, для приготування яких потрібно багато роботи, як-от данджа. Його зазвичай використовують як прикрасу для інших ттеок і формують у вигляді кулі або квадрата після того, як тісто товчуть і начиняють солодкою начинкою та приправляють гомулем (порошковим покриттям або нарізаними фруктами). Сорти данжа виготовлені з зизифуса, Artemisia princeps var. orientalis (рослина, схожа на соняшник), каштан, юзу (цитрусовий плід), насіння гінкго, готгам (сушена хурма), (зерно), і seogi (лишайник — Umbilicaria esculenta). Інші типові ттеок включають: дутеоп ттеок, покритий крихтами з квасолі адзукі, санчу ттеок, виготовлений із салату, гаксаекпйон, виготовлений із додаванням кольору або ароматизаторів, неуті ттеок, виготовлений із молодого листя Zelkova serrata, яксик з горіхами та зизифусом, hwajeon з пелюстками квітів, juak з смаженням на сковороді та глазуруванням медом, mulhobak tteok з гарбуза та solbangul tteok із соснових шишок .
Типовими хангва або корейськими кондитерськими виробами є: якгва, мандугва, маеджагва, а також різні типи йотганчжон і дасік . І yakgwa, і maejakgwa — це смажена випічка з пшеничного борошна та меду, кожна з яких має характерну форму та структуру; перший з формою квіткового візерунка і м'якою текстурою; останній у формі стрічки з хрусткою структурою. Мандугва — це кондитерський виріб, виготовлений шляхом смаження аналога вареників, наповнених підсолодженим зизифусом. Yeotgangjeong, або рисовим крекером, покритим кунжутом, арахісом або меленими кедровими горіхами. Дасик — це тістечко, яке їдять під час чаю, виготовлене з насіння чорного кунжуту, сої, порошку пилку, каштана, крохмалю та рису, або суміші пшеничного борошна та меду.

Різні хваче (корейські пунши) і чаї також є частиною сеульської кухні. Hwachae їдять холодним і готують з фруктами (наприклад, omija hwachae), їстівними пелюстками квітів (наприклад, jindallae hwachae), ттеоком (наприклад, wonsobyeong), пропареними зернами (наприклад, bori sudan) або традиційними лікарськими інгредієнтами. Прикладами фруктових чаїв є: юяча, могвача, оміяча, гугіяча та дечуча. Але, типові трав'яні чаї можна готувати з такими спеціями, як: імбир та кориця, такими травами, як коренеплід женьшеню, дягіль або зернами, такими як сенна туполистна . При королівському дворі джехотанг вважався найкращим літнім напоєм. Цей холодний напій виготовляється з меду, води та висушених порошків і смажених плодів Prunus mume, Amomi Semen, Sandalwood Red і Amomum tsao-ko . Ogwacha, що буквально означає «п'ять фруктів», готується з волоських горіхів, каштанів, насіння гінкго, зизифуса та імбиру.

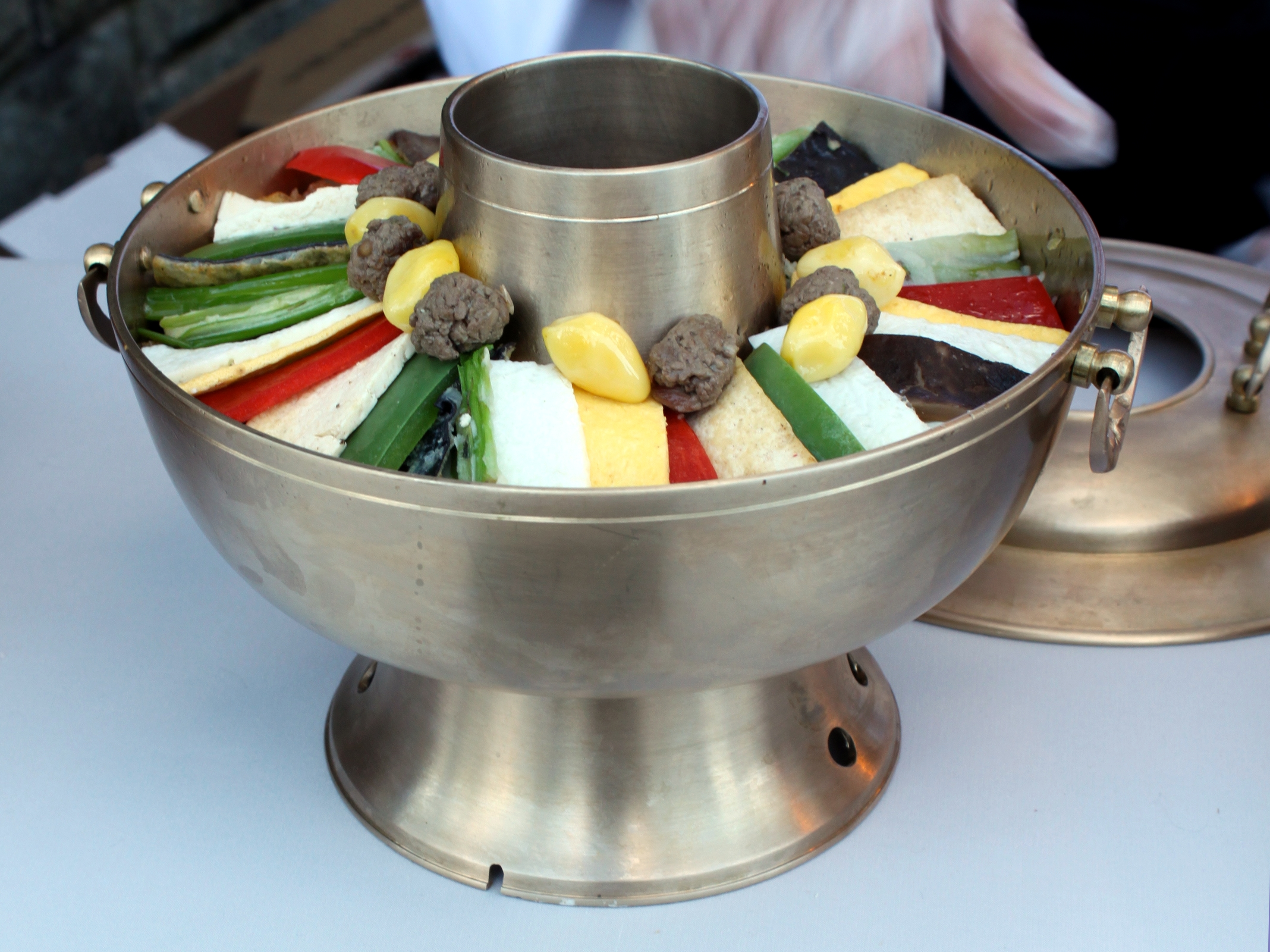
Сінсеолло, королівська запіканка
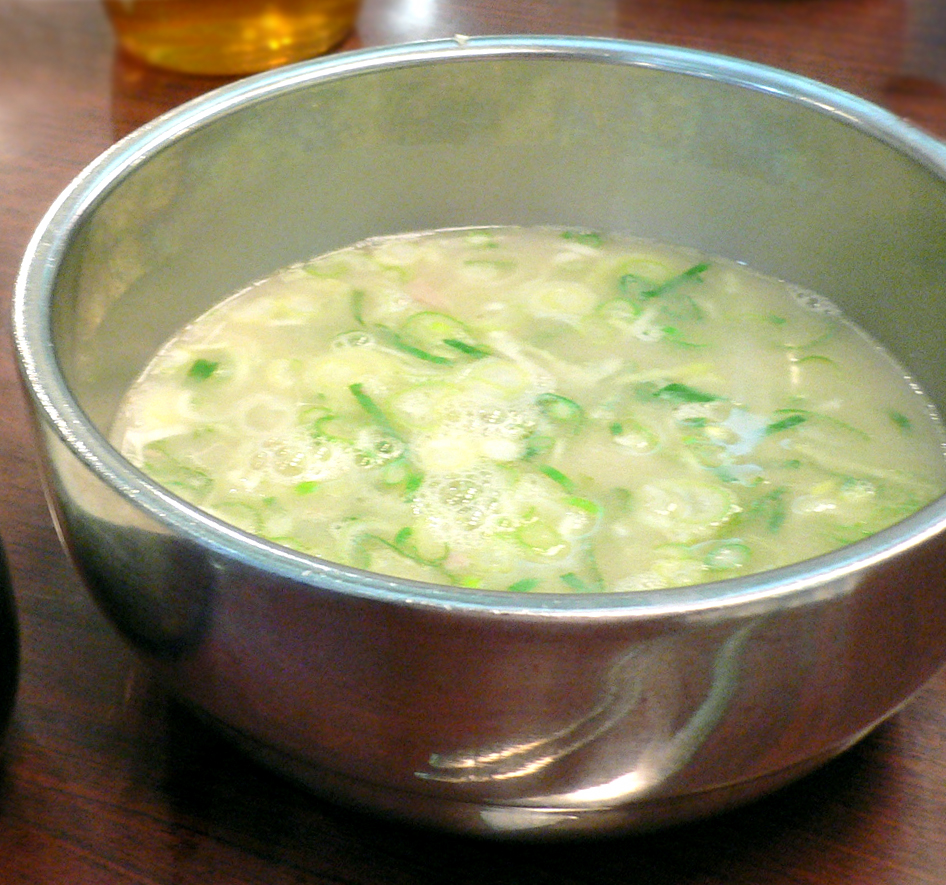
Seolleongtang
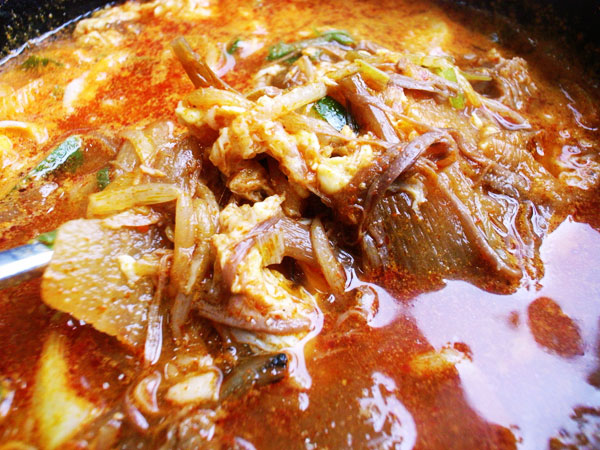
Yukgaejang
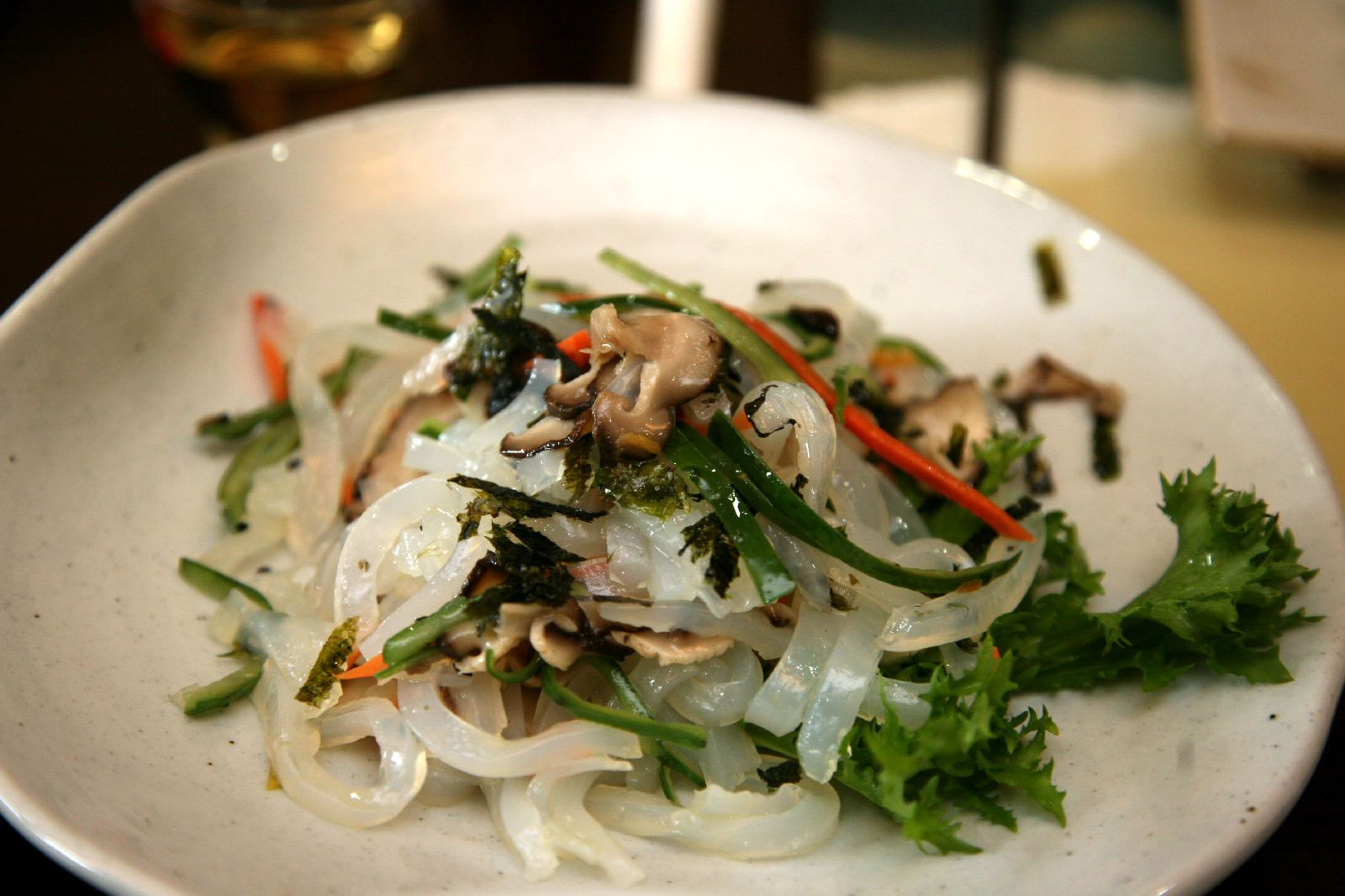
Танпхенчхе, роздріблене желе з бобів мунг з овочами

### Провінція Чунчхон
Чхунчхон складається з Північного Чхунчхону, який не має виходу до моря, і Південного Чхунчхону, який виходить на захід до Жовтого моря. Незважаючи на те, що між двома провінціями є багато відмінностей, місцеві мешканці в обох провінціях загалом займаються сільським господарством як основним заняттям. Рівнина Йедан у районі, що прилягає до річки Баенгма в провінції Південний Чхунчхон, забезпечує добрі та великі врожаї зернових культур, а Жовте море є хорошим джерелом рибальства. Під час Корейського періоду трьох королівств (57 р. до н. е. — 668 р. н. е.) ячмінь і пшоно були основними стравами для королівства Сілла (57 р. до н. е. — 935 рр.) і королівства Когурьо (37 р. до н. е. — 668 р.), тоді як вважалося, що рис був основним зерном для королівства Пекче (18 до н. е.–660). Провінція Чунчхон була рідною для Пекче.

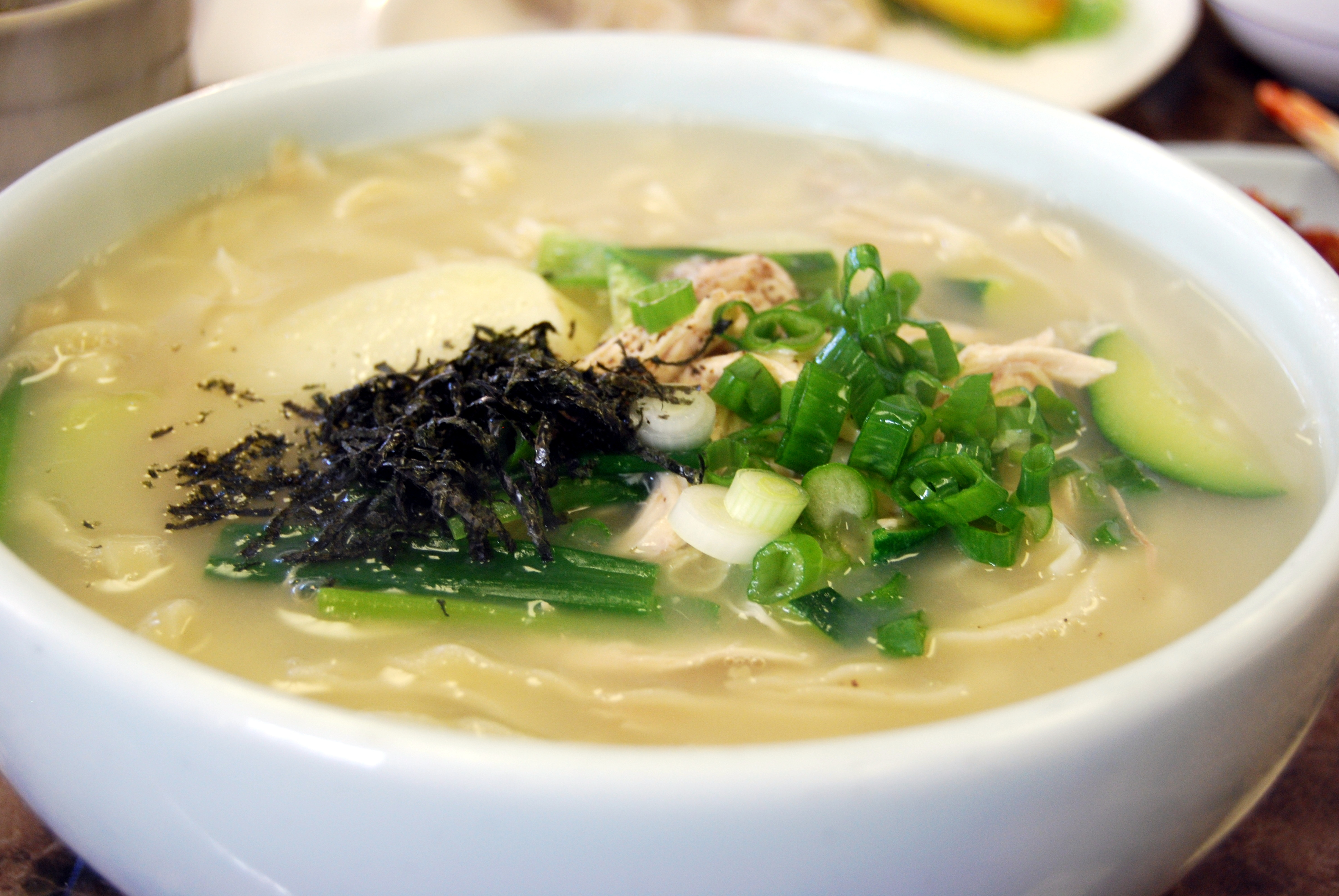
Калгуксу, суп з локшиною
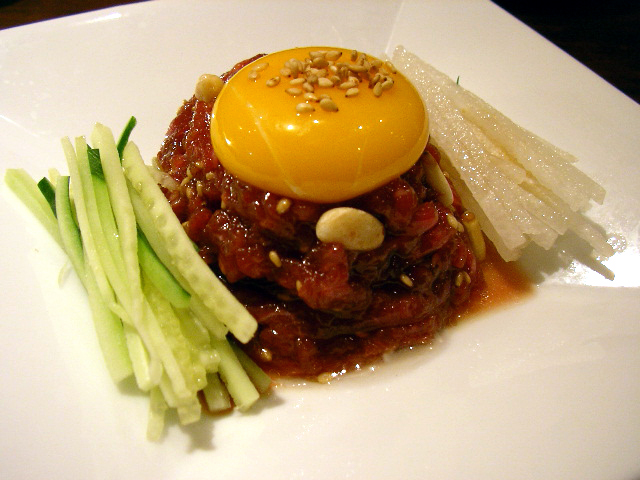
Юхо, сіра витримана яловичина
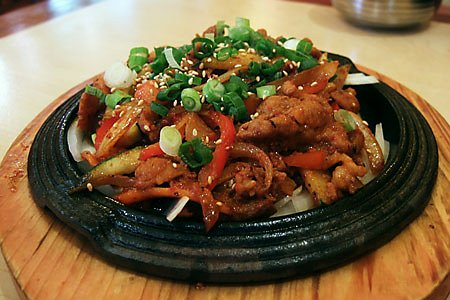
Джеюк боккеум, смажена свинина вгочуджанг (паста з перцем чилі)
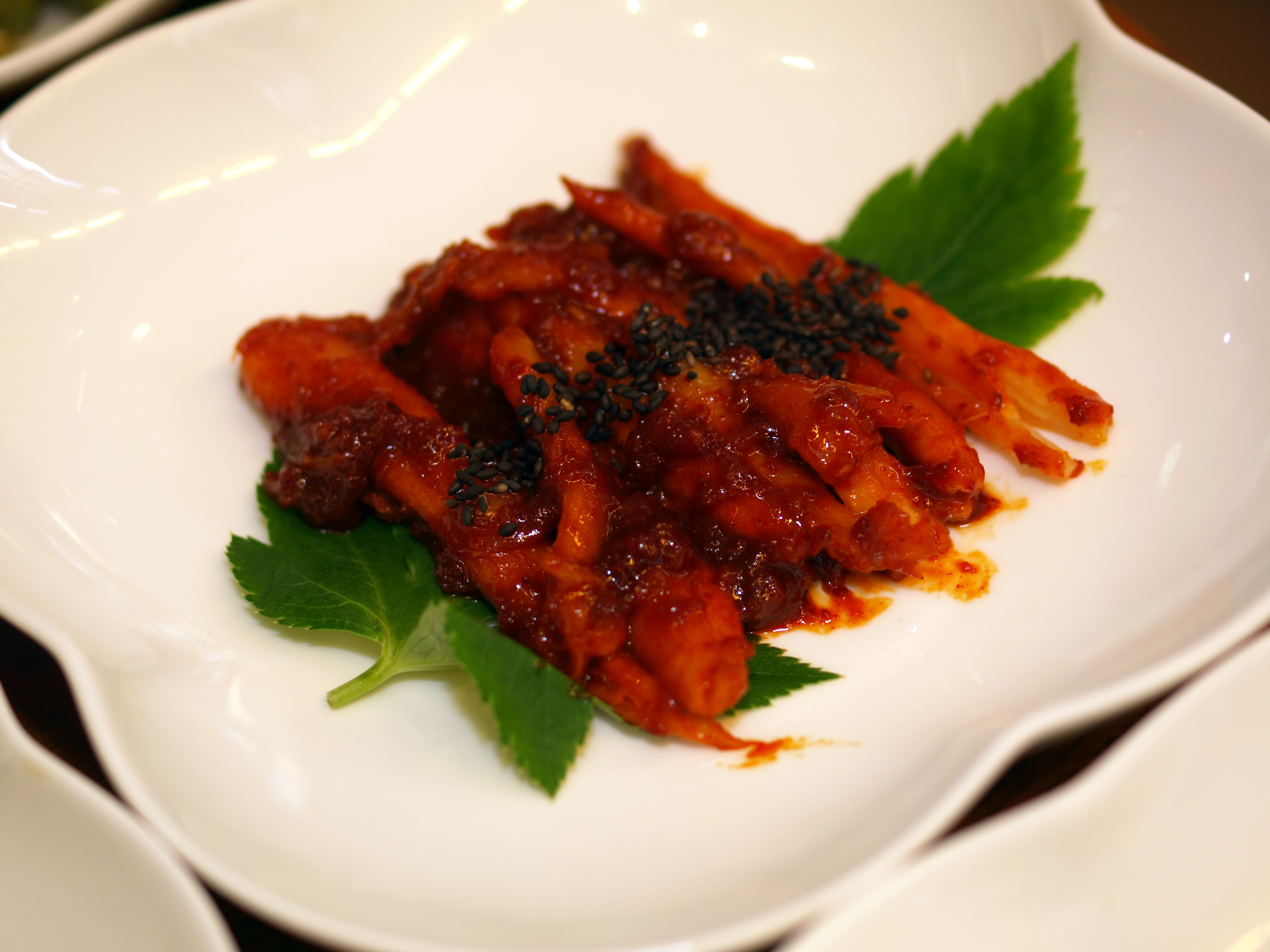
Графічний інтерфейс Deodeok,Кодонопсис ланцетний на грилі
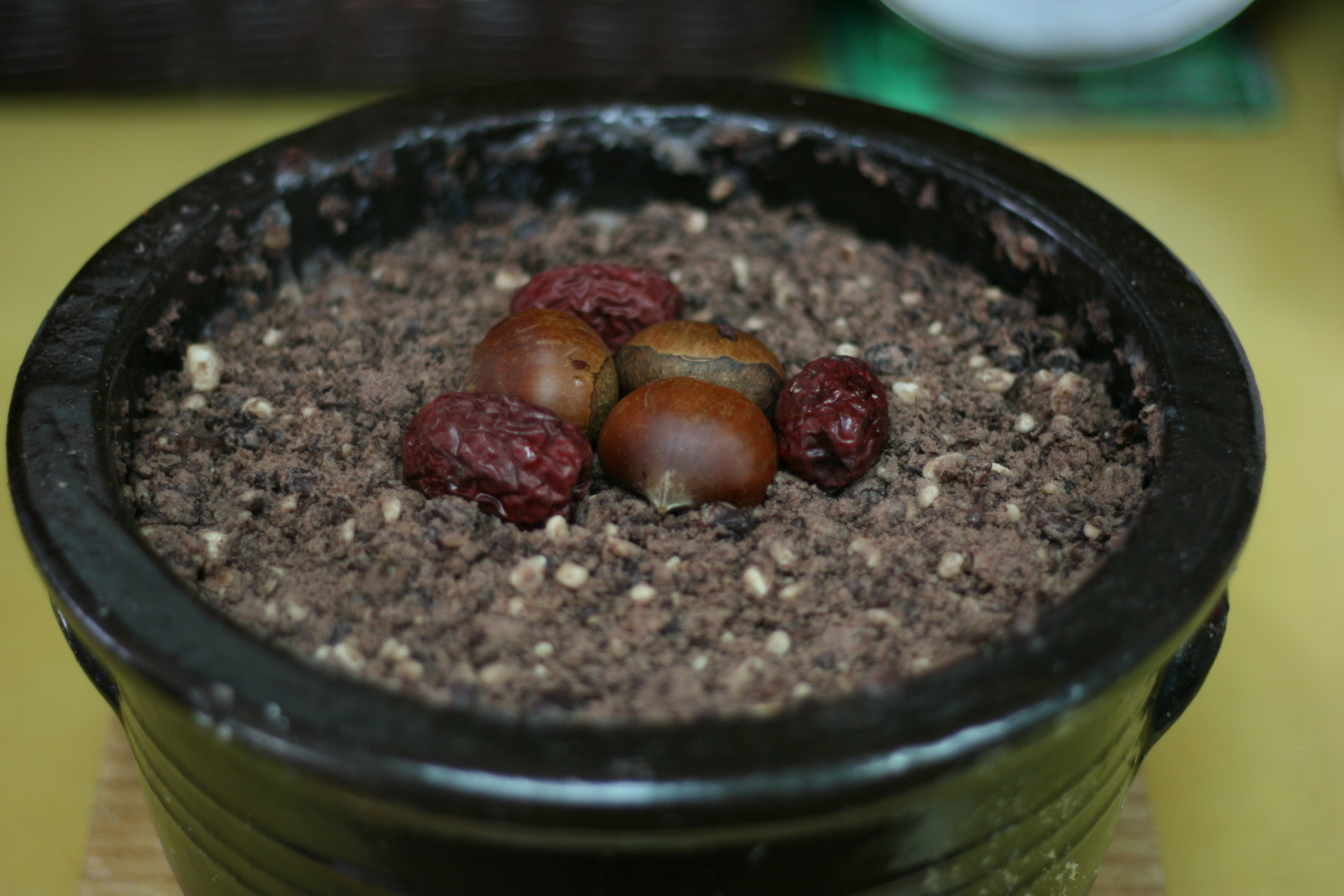
Пет сируттеок, приготований на пару рисовий пірог, покритий крихтою з бобів азуки

## Південний регіон

### Провінція Чолла
Кухня південно-західного регіону Чолла, що складається з провінцій Північна та Південна Чолла, славиться своїм багатим і розкішним стилем, який можна порівняти з кухнею Кесон. У той час як кухня Кесон, яка зберігає традиції династії Горьо, є дуже консервативною, кухня Чолла зберігає унікальну кулінарну традицію, яка була передана від Янбан (шляхетного стану) династії Чосон. Регіон Чолла включає родючу рівнину Хонам, яка забезпечує рясний урожай рису. Жовте і Східно-Китайське моря, які примикають на заході і сході, пропонують різноманітні морепродукти до столу.

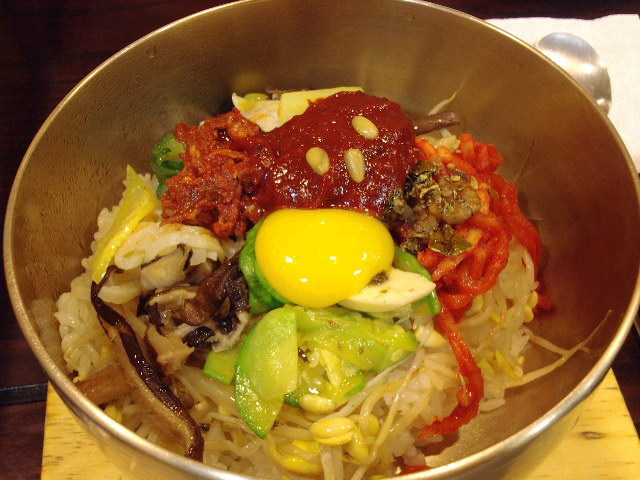
Чонджу бібімбап, різновид бібімбап(рис з овочами).
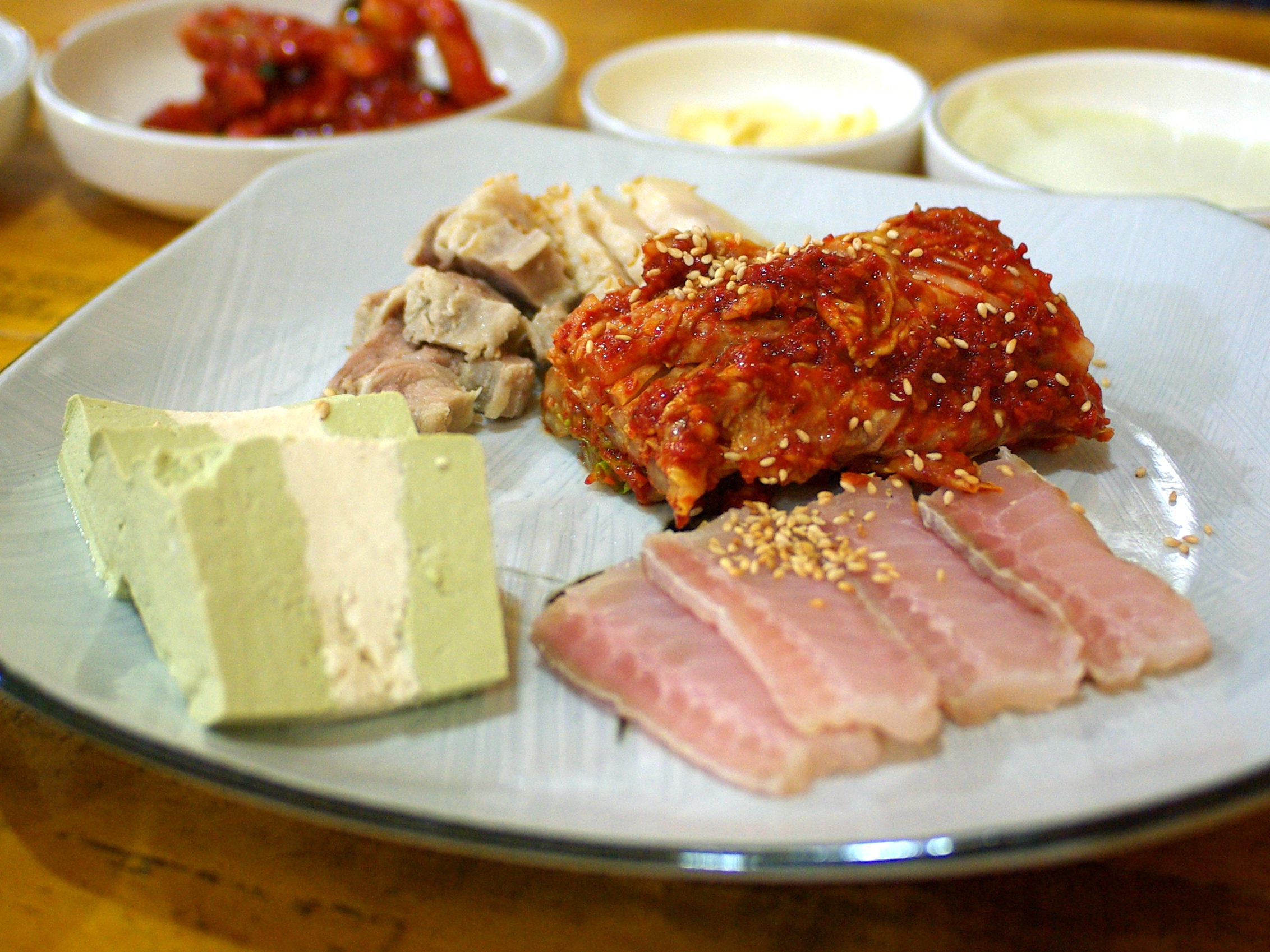
Самхап складається з вареної свинини, кімчі та хонгеохо (ферментованого сирого раджа кеноджей)
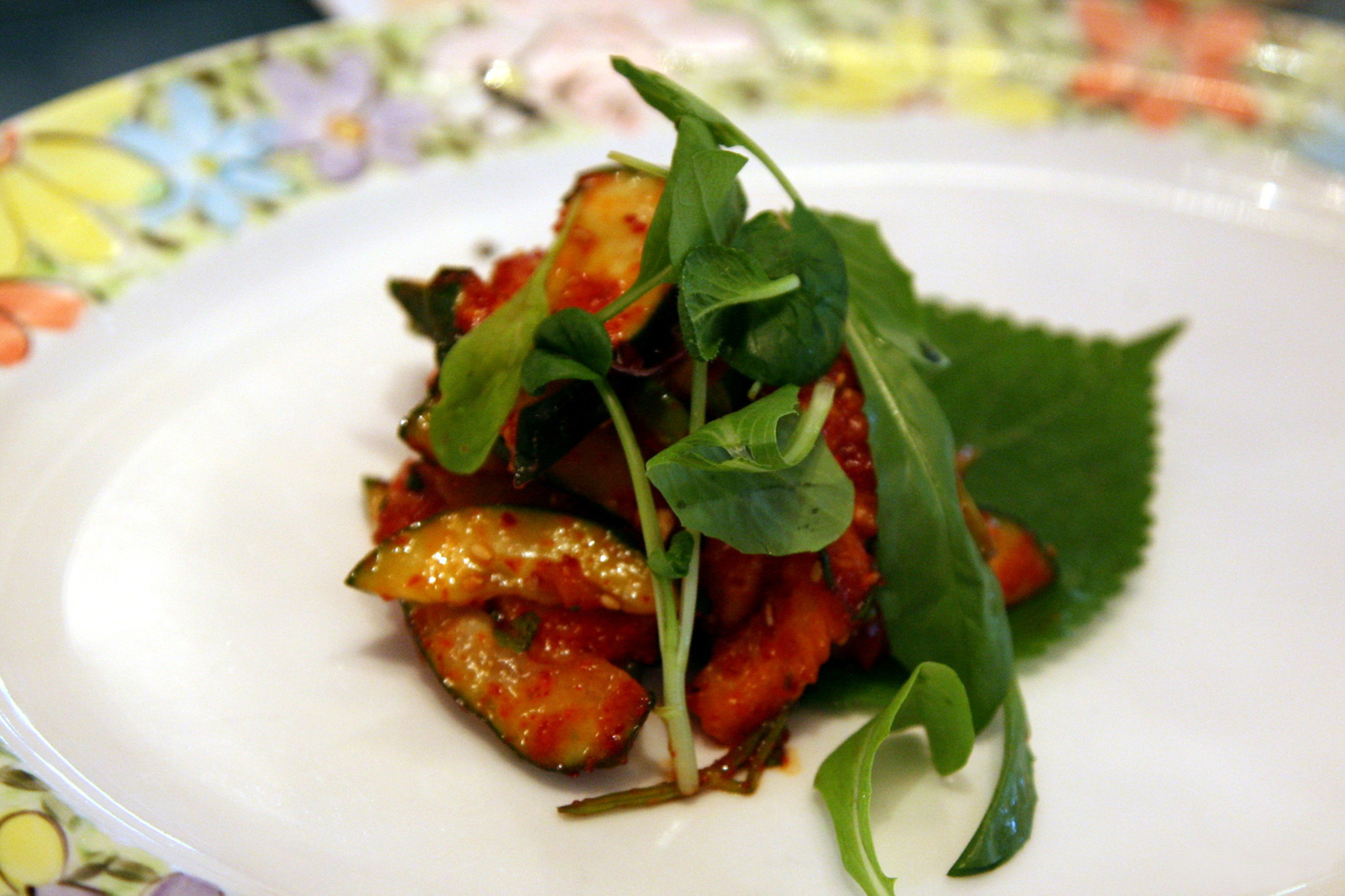
Hongeohoe chomuchim, Раджа Кеноджей, приправлений кисло-гострім і гострим соусом
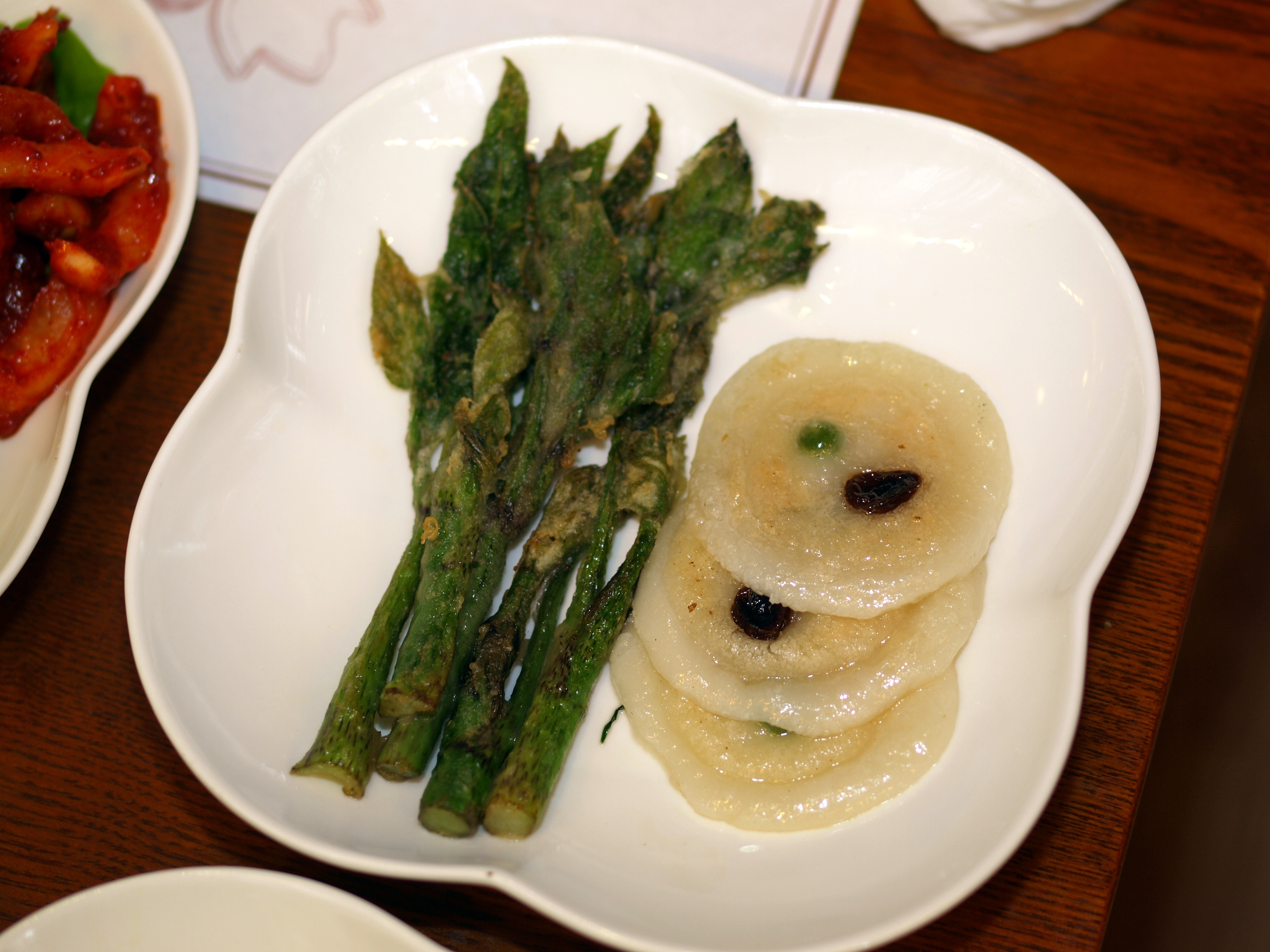
Дуреуп бугак (смажені пагони Аралія елата) ічал чонбйон (млинець з клейкого рису)
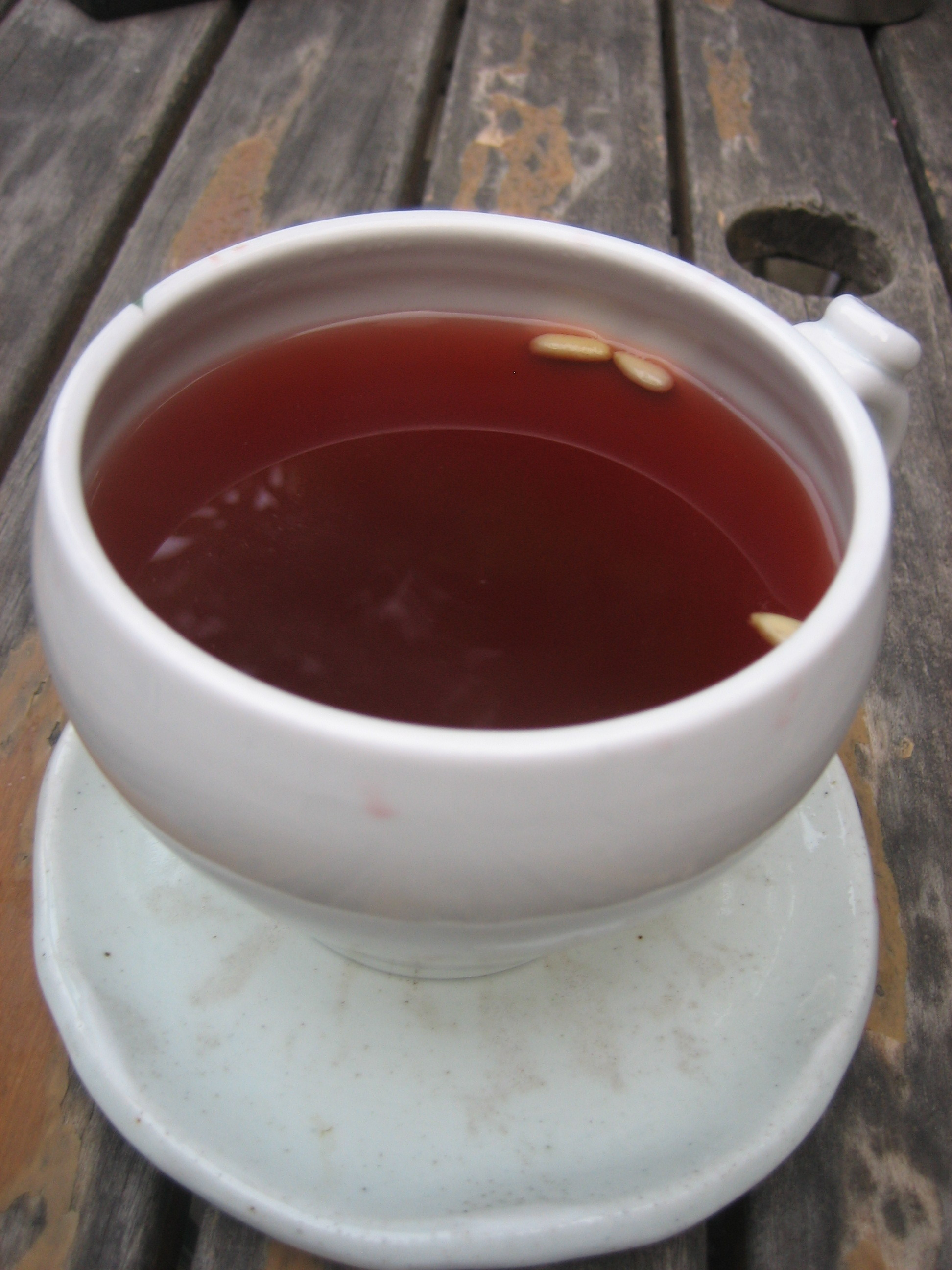
Сучжонгва, пунш з хурми

Кухня Кьонсан поширена у провінції Кьонсан, що складається з Північної та Південної провінцій Кьонсан. Клімат регіону подібний до клімату провінції Чолла, оскільки обидві географічно межують з двома морями: провінція Кьонсан межує з Японським морем (Східним морем) на сході та Східно-Китайським морем на півдні. Однак види риби виловлюються різні. Риба вважається найкращою їжою у кухні Кьонсан. Морепродукти готуються по-різному в кухні провінцій, і мотика (сирі нарізані морепродукти вважаються найкращим делікатесом. Супи зі свіжої риби поширені в провінції Кьонсан, на відміну від інших гірських регіонів і регіонів, що не мають виходу до моря. Myeolchi jeot (ферментовані солоні анчоуси) є найбільш популярними. Зазвичай там готується джотгаль (ферментовані солоні морепродукти); кількість страв типу джотгаль, які подають на стіл під час трапези, поступається лише стравам, які готують у провінції Чолла. Стиль кухні Кьонсан простий з меншою кількістю прикрас, у той час як різноманітні приправи використовуються значною мірою, тому смак ще більш солоний, гострий і гострий, ніж у Чолла. У провінції можна вирощувати різноманітні зерна, і локшина є найбільш улюбленою стравою серед продуктів, приготованих із зерна. Місцеві жителі віддають перевагу локшині з м'якою консистенцією, виготовленої шляхом змішування сирого соєвого порошку, нарізаного кухонним ножем. Андонг, місто, яке колись було центром корейських конфуціанських традицій, має широкий вибір місцевих делікатесів. Разом з Andong jjimdak, це батьківщина heotjesabap (підроблена їжа jesa), Andong soju, солоної скумбрії та гострого різновиду sikhye (ферментованого рисового напою).

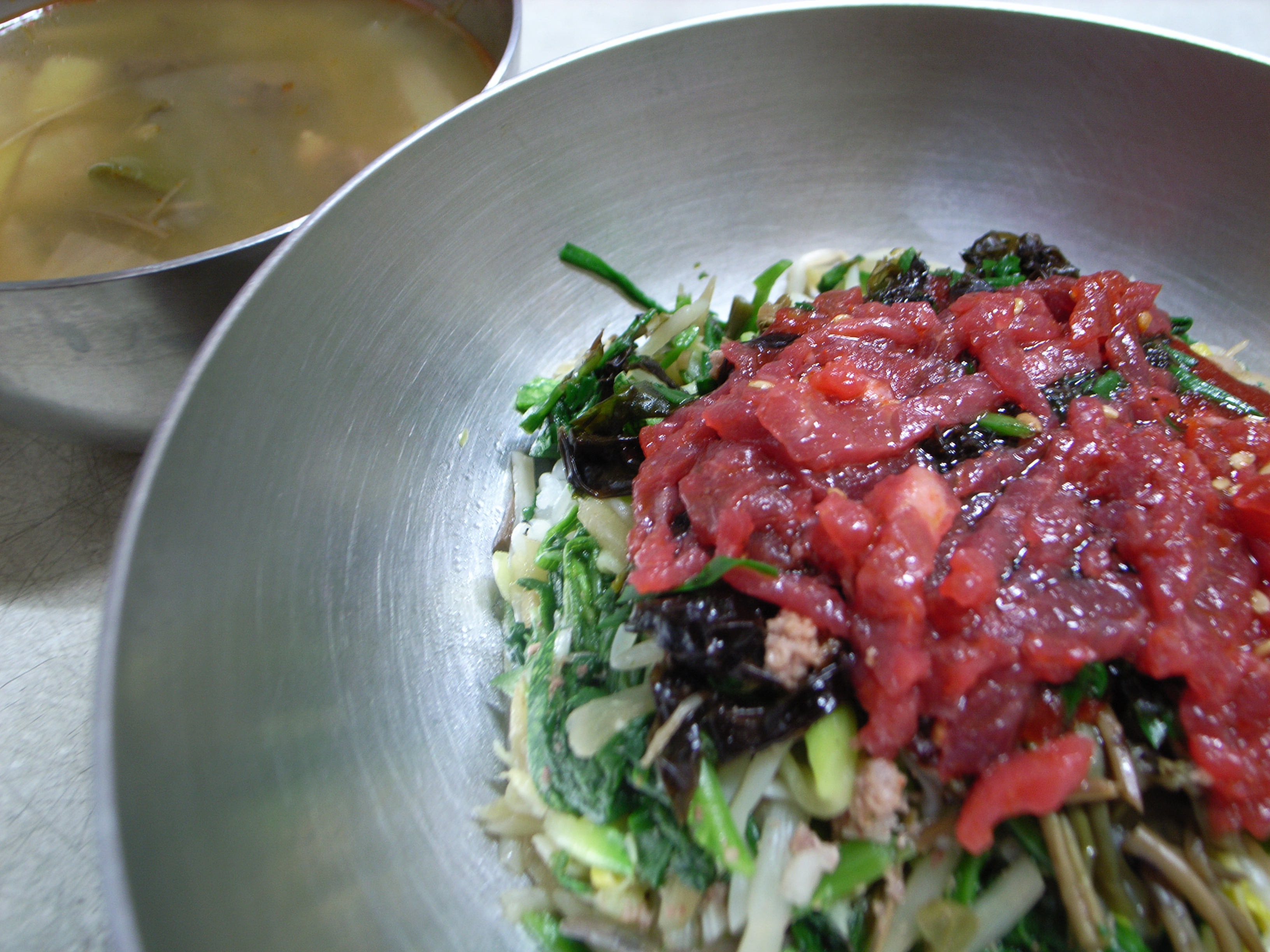
Джинджу бібімбап, різновид бібімбапу, що походить зДжіндзю
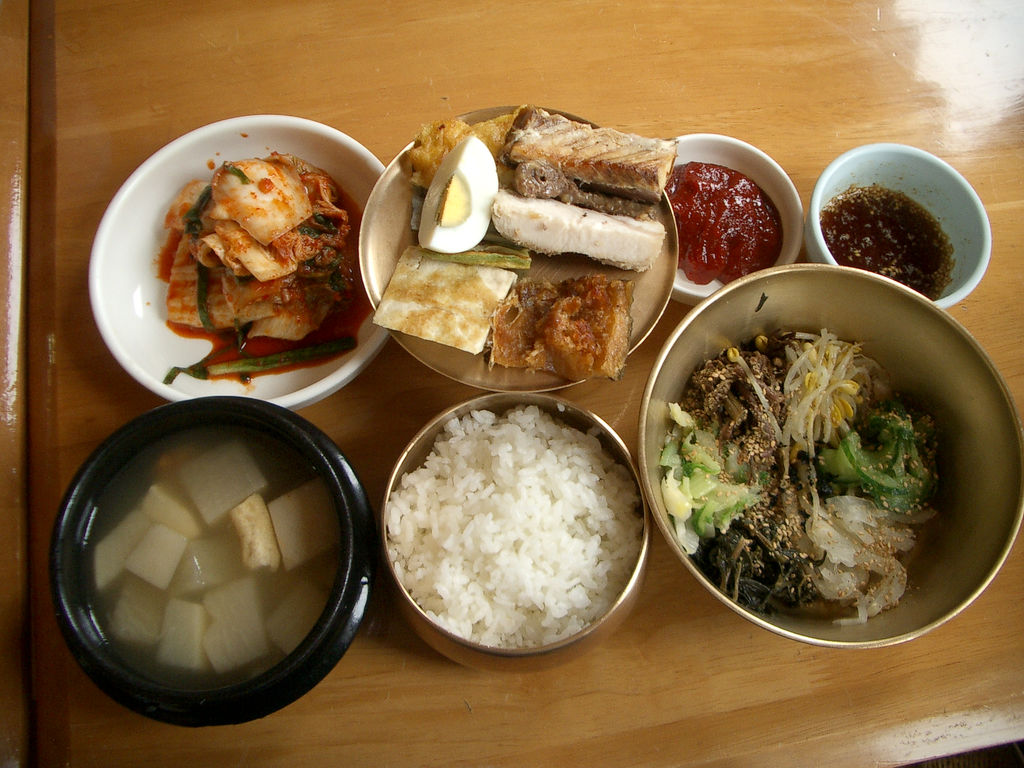
Heotjesabap, різновид бібімбапу, що походить зАндонга
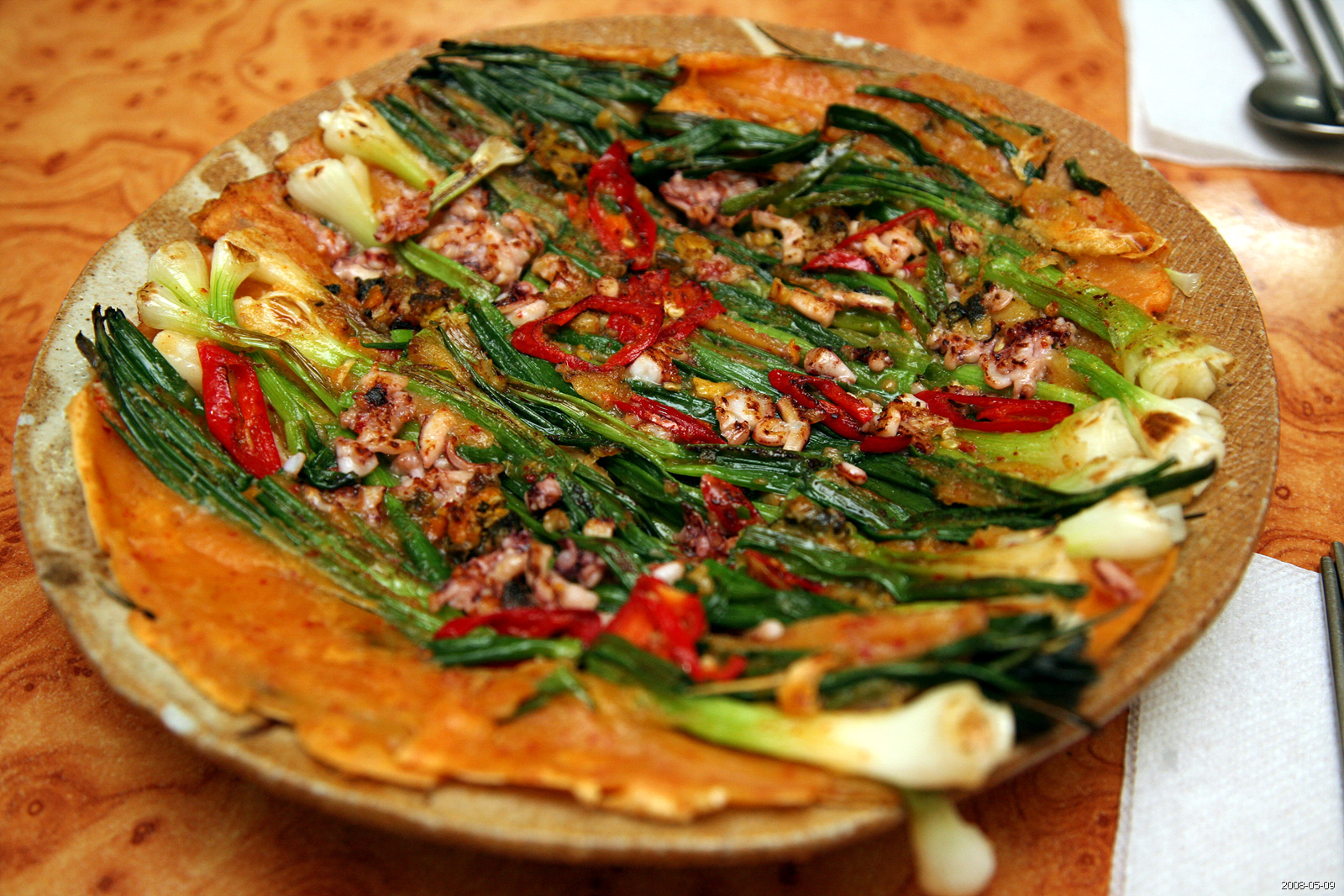
Dongnae pajeon, млинці із зеленої цибулі, місцева фірмова страваПусана.
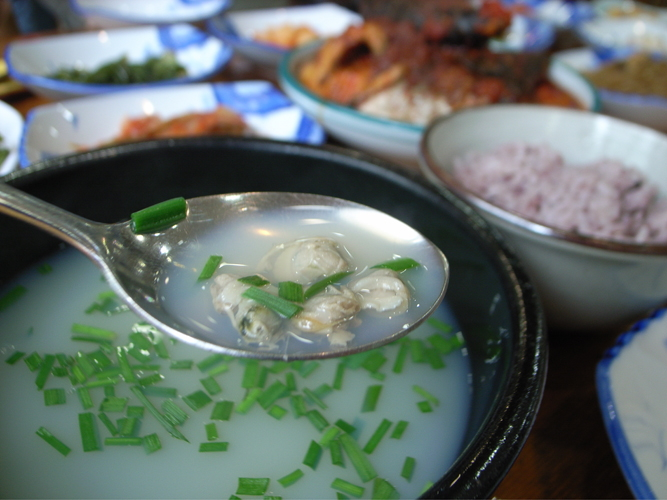
Ячеопгук, прозорийсуп, приготований з маленькихприсноводних молюсків під назвою jaecheop (재첩,Corbicula fluminea)
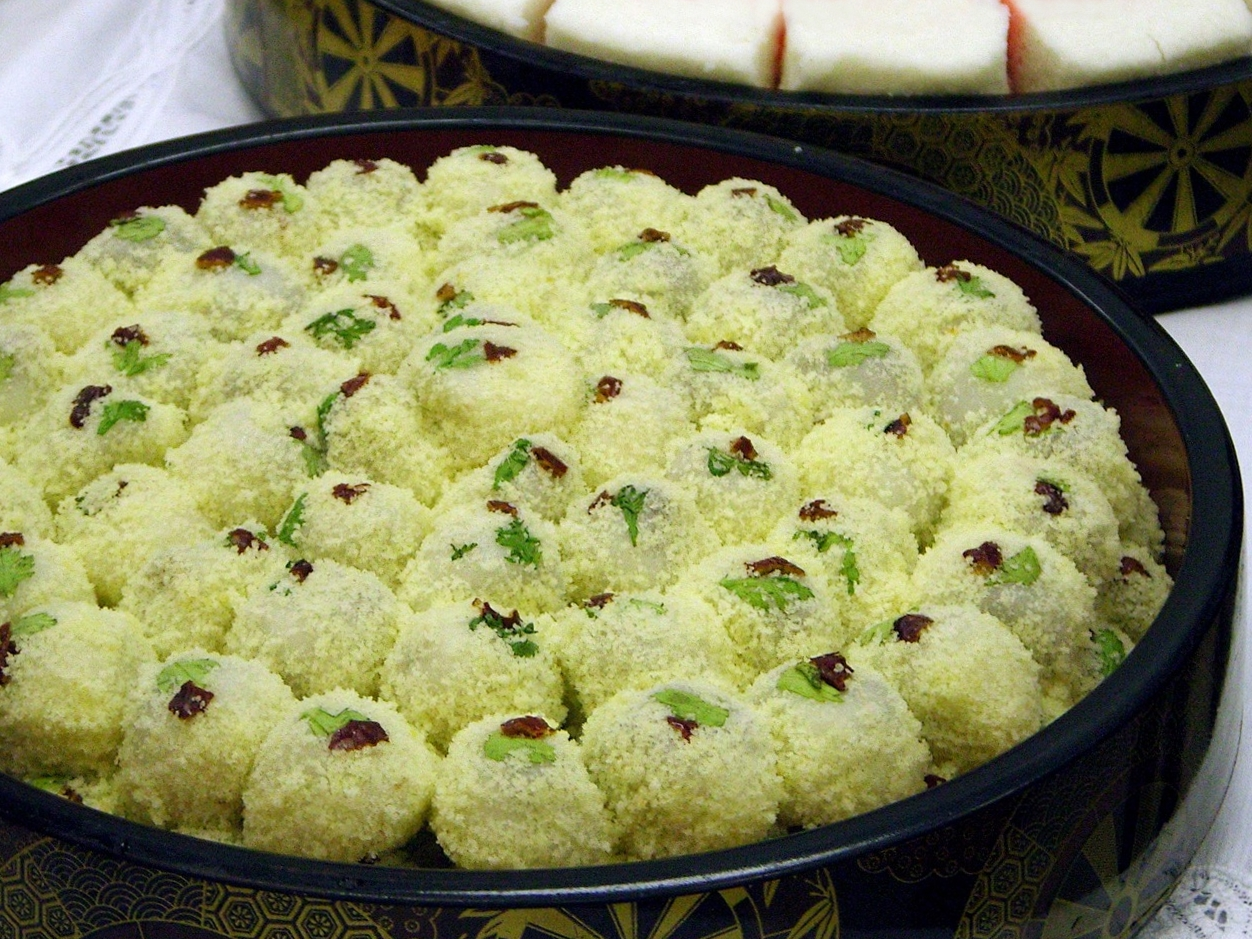
Бупйон

### Острів Чеджу

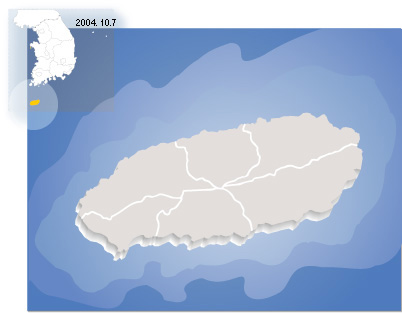
Мапа острова Чеджу

Острів Чеджу — найпівденніший і найбільший острів, ізольований від Корейського півострова. Через брак прісної води рисове господарство на острові ведеться не в дуже невеликих масштабах. Основною рисою сільського господарства острову є вирощування зернових культур, таких як просо, просо, гречка та ячмінь. Як наслідок, традиційна їжа Чеджу зазвичай складається з japgokbap , який є мискою кількох зерен, приготованих на пару, як основною стравою, з різною солоною в'яленою рибою, яка називається jaban як banchan (гарнір), і супом на основі на доенджанг (соєву пасту), наприклад бечугук з капусти Напа, конгніпгук із листя сої або мугук із редьки. Страви Чеджу готуються з простих інгредієнтів, а смак зазвичай солоний. Сирі морепродукти під назвою мотика зазвичай споживаються як частина їжі. Тепла погода впливає на кухню Чеджу, тому кімчжан, з якого готують кімчі пізньої осені для споживання взимку, там не є обов'язковим, на відміну від інших провінцій. Місцеві жителі Чеджу маринують лише невелику кількість кімчі. Типовими основними стравами кухні Чеджу є каша з риби, морепродуктів, морських водоростей або грибів. Приклади: чонбокжук, виготовлений з морського вушка, окдомджук, виготовлений із червоної плиткової риби, ґеджук, виготовлений із крабами, гінджук, виготовлений із маленьких крабів, які називаються бангге (Helice tridens), майєоксае джук, виготовлений із молодого вакаме, та чогіджук, виготовлений з шиітаке.

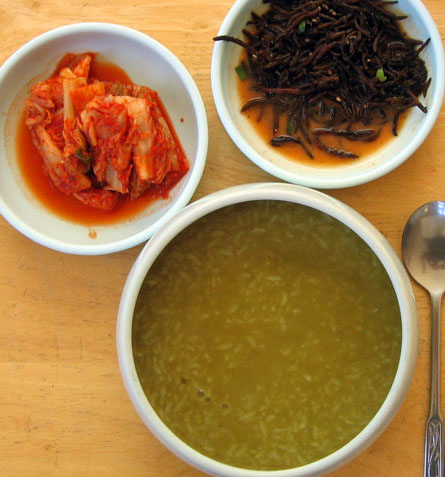
Чонбокджук, каша з вушок
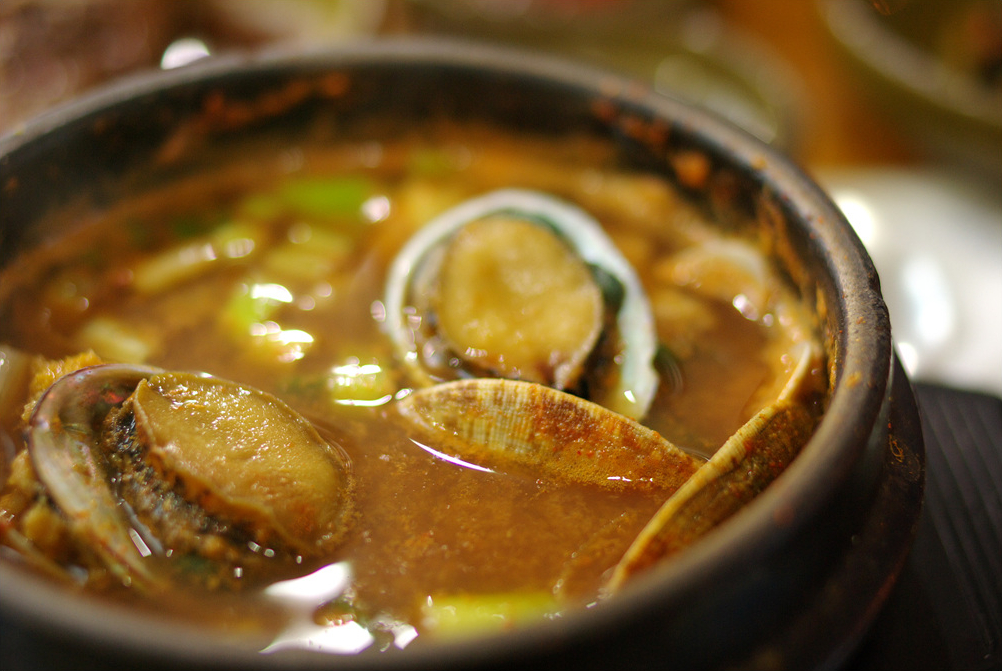
Обунджагі ттукбаегі, тушковане м'ясо, приготоване з різнокольоровихвушок (Халіотіс різнокольоровий) у горщику ttukbaegi
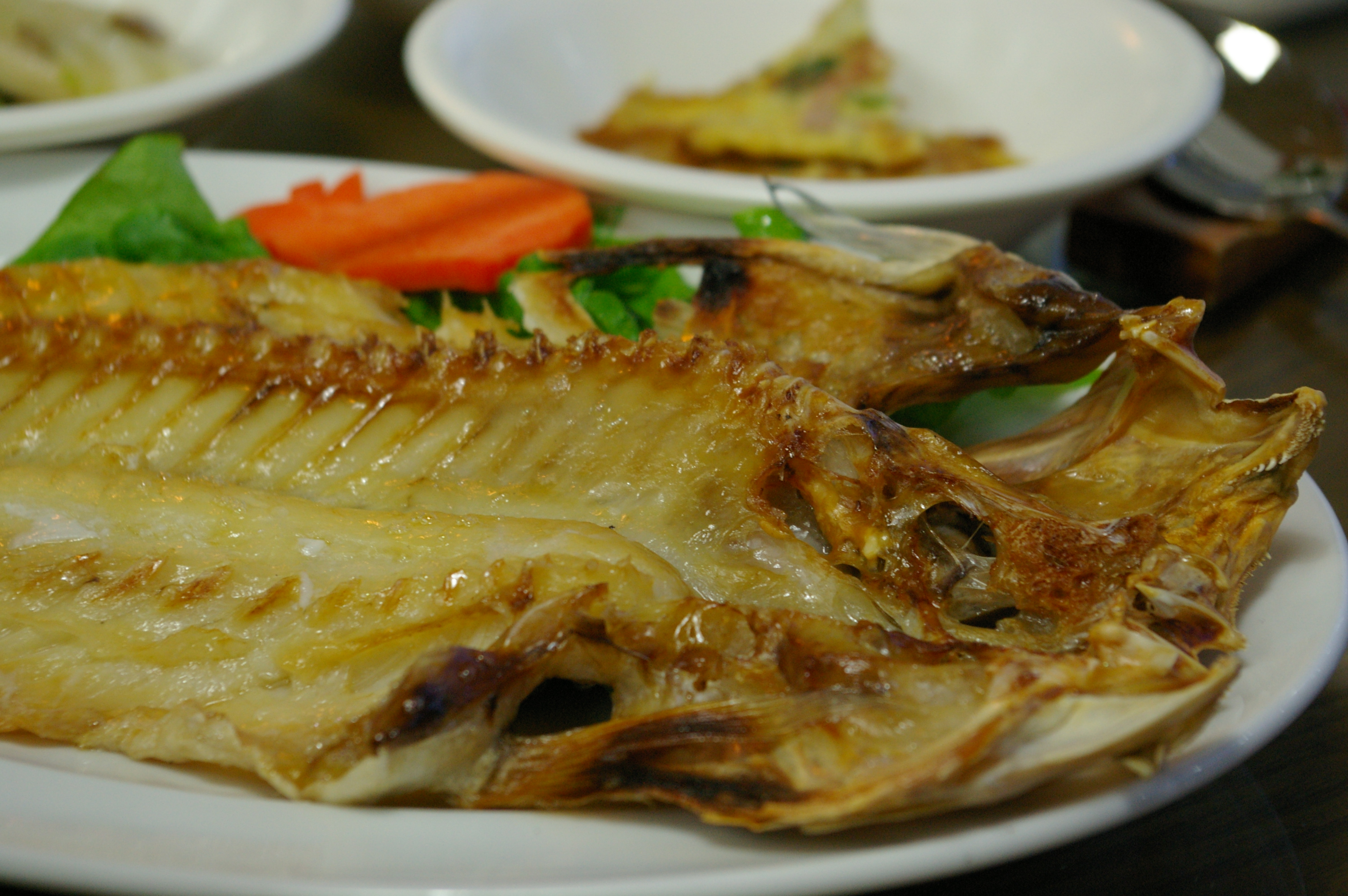
Okdom gui, плиткова риба приготовлена на грилі
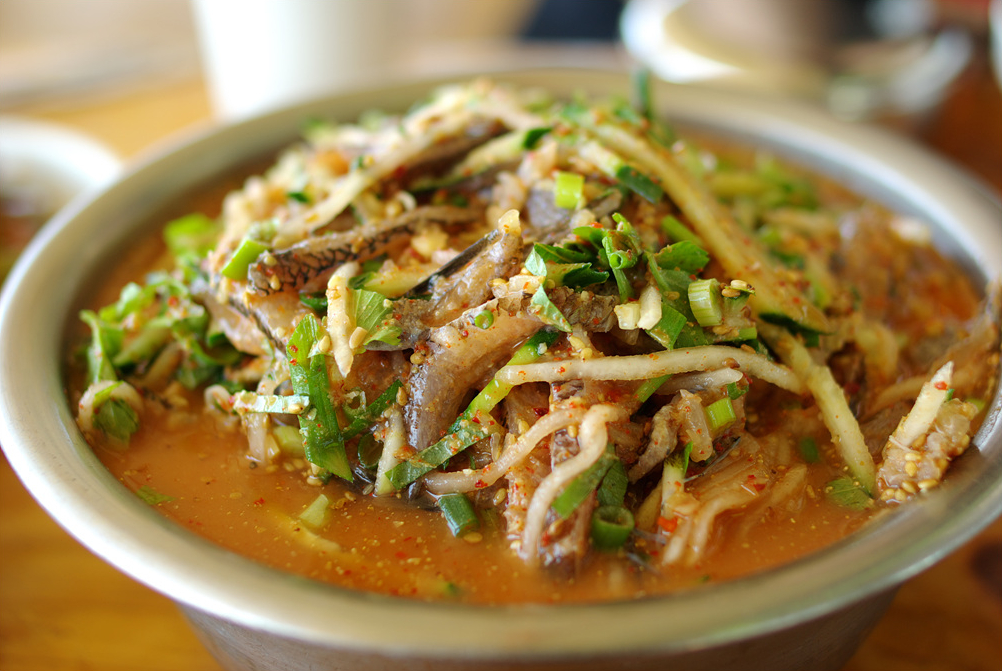
Ярі Малхо, mulhoe (нарізана сира риба із сумішшю води та соусу зі спеціями), зроблена з Damselfish (Chromis notata).
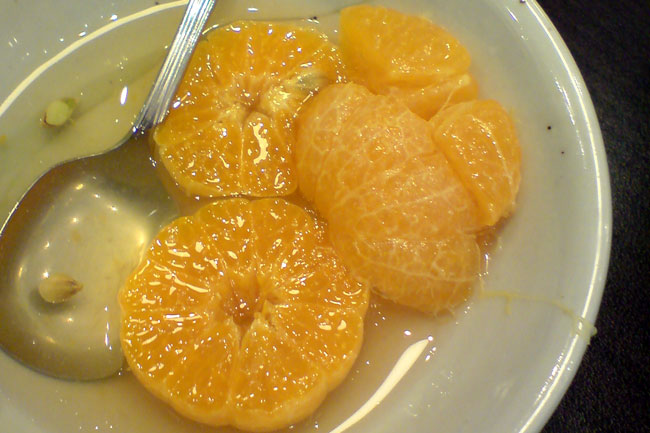
Milgam hwachae, —Мандариновий пунш.